# Leonardo Bonucci
Leonardo Bonucci (Viterbo, 1º maggio 1987) è un ex calciatore italiano, di ruolo difensore, assistente della nazionale maschile italiana.
Nella sua carriera ha vinto nove campionati di Serie A, di cui uno con l'Inter nel 2005-2006 e otto con la Juventus (sei consecutivi dal 2011-2012 al 2016-2017 e altri due nelle stagioni 2018-2019 e 2019-2020), club quest'ultimo a cui ha legato la maggior parte della carriera – fino a diventarne capitano – e con cui si è aggiudicato anche quattro Coppe Italia (tre consecutive dal 2014-15 al 2016-17 e ancora nel 2020-21) e cinque Supercoppe di Lega (2012, 2013, 2015, 2018 e 2020), disputando inoltre due finali di UEFA Champions League (2015 e 2017); in precedenza, con la squadra nerazzurra aveva incamerato, a livello giovanile, un Campionato Primavera (2006-07) e una Coppa Italia Primavera (2005-06).
Con la nazionale italiana ha vinto l'europeo itinerante di Europa 2020; tra gli altri piazzamenti, è stato finalista all'europeo di Polonia-Ucraina 2012 e terzo classificato sia alla Confederations Cup di Brasile 2013 sia alle edizioni 2020-2021 e 2022-2023 della UEFA Nations League. In azzurro ha inoltre preso parte ai mondiali di Sudafrica 2010 e Brasile 2014, all'europeo di Francia 2016 e alla Coppa dei Campioni CONMEBOL-UEFA 2022.
Considerato tra i migliori difensori della sua generazione, a livello individuale è stato nominato miglior calciatore AIC nel 2016, oltre a essere stato inserito nel 2013-14 e nel 2017-18 nella squadra della stagione della UEFA Europa League, nel 2015, 2016, 2017 e 2020 nella squadra dell'anno AIC, nel 2016 nella formazione ideale dell'Équipe e nella squadra dell'anno UEFA, nel 2016-17 nella squadra della stagione della UEFA Champions League e nell'ESM Team of the Year, nel 2017 e nel 2021 nell'undici ideale del FIFA FIFPro World XI e nel 2021 nell'XI All Star Team dell'europeo. Nel 2021, inoltre, si è classificato 14º nella graduatoria del Pallone d'oro.

## Biografia
Secondo di due figli, cresce a Viterbo nel quartiere Pianoscarano, uno dei rioni medioevali della città. Nel 2011 sposa Martina: la coppia ha tre figli. Suo fratello Riccardo, maggiore di cinque anni, è stato giocatore in Serie C1 con la Viterbese e, a livello dilettantistico, in squadre della provincia di Viterbo.
Nell'estate 2012 Bonucci viene deferito dalla Procura Federale della FIGC nell'ambito dell'inchiesta sullo scandalo Scommessopoli dell'anno precedente, col procuratore federale Stefano Palazzi che richiede per lui una squalifica di 3 anni e 6 mesi: nelle settimane seguenti il giocatore viene prosciolto dalla giustizia sportiva sia in primo sia in secondo grado. Per gli strascichi del caso nella giustizia ordinaria, nel luglio del 2013 è tra gli indagati a cui la Procura di Cremona invia un'informazione di garanzia circa un incidente probatorio atto alla ricerca di possibili combine: la posizione del calciatore viene archiviata nel febbraio 2015.

## Caratteristiche tecniche

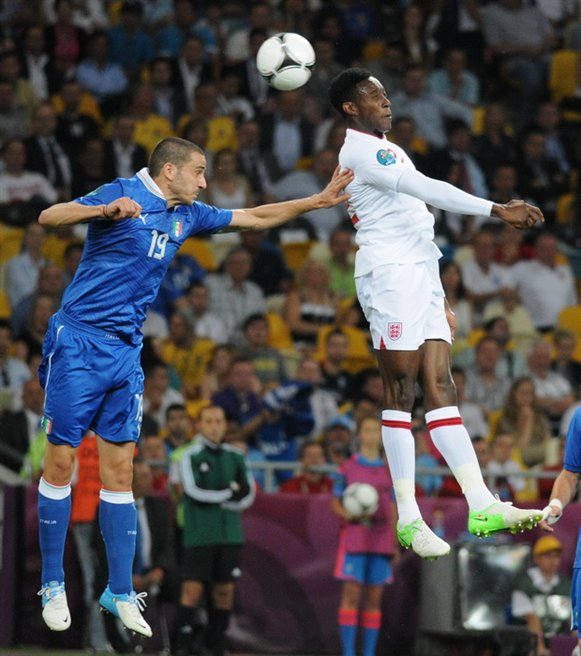
Bonucci (a sinistra) contrasta in elevazione l'inglese Welbeck nei quarti di finale del : l'abilità nel gioco aereo – sia in fase difensiva sia offensiva – è una delle migliori qualità del difensore.

Nato come centrocampista centrale, in seguito è stato arretrato con successo da Carlo Perrone, suo tecnico nel settore giovanile della Viterbese, a difensore centrale. Nonostante l'iniziale ubicazione alla destra del blocco difensivo, in seguito è andato stabilmente a ricoprire compiti di «regista difensivo» – di fatto aggiornando lo storico ruolo di libero della squadra –; ciò principalmente in una difesa a tre, seppur abbia disponibilità a giocare anche in un reparto arretrato composto da quattro elementi.
Calciatore di grande personalità – caratteristica che porta estimatori e detrattori a dividersi nettamente circa il giudizio nei suoi confronti – nonché avvezzo ad assumersi responsabilità e ruoli da leader in campo, in fase difensiva eccelle nei contrasti e nel gioco aereo, mentre in fase offensiva ben si disimpegna nell'impostare l'azione, effettuare lanci lunghi per i compagni e, in seconda battuta, attaccare gli spazi delle retroguardie rivali. Dopo alcune difficoltà tecnico-tattiche in cui incappò nei primi anni in Serie A – che fecero nascere tra la stampa specializzata il neologismo di «bonucciata» per definire alcuni grossolani svarioni palla al piede, dettati spesso da troppa sicurezza e scarsa concentrazione –, ha raggiunto il suo massimo rendimento nelle stagioni alla Juventus, migliorando considerevolmente agli ordini di Antonio Conte prima e Massimiliano Allegri poi, affermandosi tra i punti fermi della rosa bianconera degli anni 2010 nonché tra i migliori difensori della sua epoca: tra gli altri, Josep Guardiola ne ha parlato come di uno dei suoi giocatori preferiti.
Nonostante il ruolo si è mostrato più volte avvezzo al gol nel corso della carriera, emergendo tra i difensori più prolifici della sua generazione; all'occorrenza si dimostra inoltre un efficace rigorista.
Assieme ad Andrea Barzagli e Giorgio Chiellini, nel corso degli anni 2010 compagni di squadra sia nella Juventus sia in nazionale, Bonucci ha formato un affiatato terzetto difensivo denominato «BBC» dalla stampa specializzata; la solidità del trio ha portato al paragone con la linea difensiva composta dai terzini Virginio Rosetta e Umberto Caligaris nonché dal centromediano Luis Monti, alla base dei successi di Juventus e nazionale negli anni 1930. Con il ritiro di Barzagli, il successivo asse Bonucci-Chiellini venutosi a creare è stato ritenuto, per longevità decennale e rendimento ad alti livelli, uno dei più solidi e complementari del calcio internazionale oltreché accostato a coppie del passato quali Beckenbauer-Schwarzenbeck, Scirea-Gentile o Baresi-Costacurta.

## Carriera

### Giocatore

#### Club

##### Gli esordi con Viterbese e Inter (2000-2007)
Tira i primi calci nel Pianoscarano, società del quartiere Carmine della natìa Viterbo, in cui compie tutta la trafila delle formazioni giovanili. Nel 2000 passa alla Viterbese disputando prima il campionato Giovanissimi Sperimentali e l'anno successivo quello Giovanissimi Nazionali. Nel 2002 si trasferisce temporaneamente alla Nuova Bagnaia, società dell'hinterland viterbese, per giocare il campionato Allievi, quindi nel 2004 torna alla base tra gli Allievi Nazionali allenati da Carlo Perrone. Durante la stagione 2004-05 colleziona qualche panchina con la prima squadra gialloblù, in Serie C2, e sostiene un provino con l'Inter; con le giovanili nerazzurre disputa in prova due tornei, ad Abu Dhabi e a Parma, al termine dei quali la società lombarda, l'11 luglio 2005, lo ingaggia per 40 000 euro inserendolo nella squadra Primavera.
La stagione 2005-06 vede Bonucci vincere con la formazione giovanile interista la Coppa Italia Primavera, agli ordini di Daniele Bernazzani (benché non scenda in campo nella doppia finale contro i concittadini del Milan). Intanto il 14 maggio 2006 Roberto Mancini, tecnico della prima squadra, lo fa esordire in Serie A, facendolo subentrare al 90' a Solari nella sfida dell'ultima giornata di campionato al Sant'Elia contro i padroni di casa del Cagliari (2-2): con tale presenza, a posteriori rientra ufficialmente nella rosa campione d'Italia dopo l'assegnazione d'ufficio dello scudetto ai nerazzurri, nelle settimane seguenti, per effetto delle sentenze di Calciopoli. Nell'annata seguente rimane nei ranghi della Primavera, perdendo la supercoppa di categoria contro la Juventus (in cui subentra nel corso della finale) ma emergendo poi nel corso della stagione, insieme ad altri promettenti elementi quali Balotelli e Biabiany, tra i maggiori artefici della vittoria del titolo di categoria: «già da ragazzo si intravedeva quanto fosse un vincente, tanto che fu uno dei protagonisti del nostro scudetto», ricorderà a posteriori il tecnico di quella formazione, Vincenzo Esposito. Mancini gli concede inoltre 3 nuove presenze con la prima squadra, tutte in Coppa Italia, tra cui la semifinale di ritorno giocata da titolare contro la Sampdoria (0-0).

##### Le esperienze a Treviso, Pisa e Bari (2007-2010)

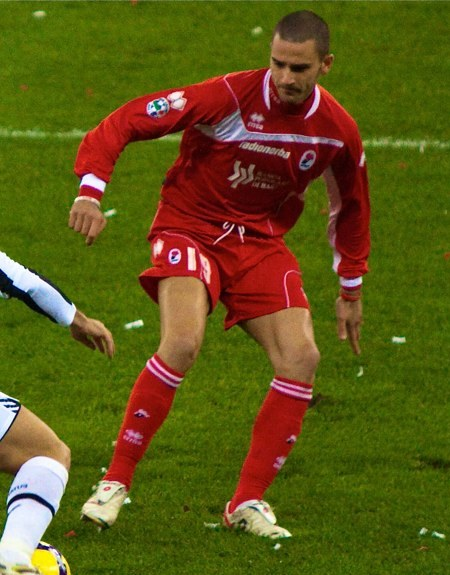
Bonucci in azione al Bari nel 2009

Nell'estate 2007, a 20 anni, è ceduto in prestito al Treviso, in Serie B, con cui rimane un anno e mezzo totalizzando 40 gare e 4 reti. La prima stagione in Veneto, agli ordini di Giuseppe Pillon, è molto positiva per Bonucci il quale, alla sua prima esperienza da professionista, riesce a diventare titolare nel corso del campionato trovando anche i primi gol: «era un ragazzo giovane, ma fin dai primi allenamenti mi fece una gran bella impressione, specialmente per la sua personalità», ricorderà in seguito lo stesso Pillon; negativo è invece l'epilogo della sua avventura in maglia biancoceleste, nel primo semestre dell'annata 2008-09, poiché il nuovo tecnico Luca Gotti gli preferisce elementi più esperti come Scurto e Šmit. Il 15 gennaio 2009 passa quindi in prestito ai pari categoria del Pisa allenati da Gian Piero Ventura, dove nella seconda parte della stagione colleziona da titolare 18 presenze e 1 gol. Nonostante la retrocessione del club toscano, il difensore inizia a emergere tra le più valide promesse italiane nel ruolo; ciò anche grazie allo stile di gioco di Ventura, volto a favorire la costruzione dell'azione fin dalle retrovie, e che ben si addice a un calciatore quale Bonucci, un «difensore che pensa come un centrocampista».
Tornato all'Inter al termine di questo biennio di prestiti, il 29 giugno 2009 è acquistato definitivamente dal Genoa nell'ambito della trattativa che porta Milito e Thiago Motta a Milano, venendo valutato 4 milioni di euro. Non ha tuttavia modo di vestire la maglia rossoblù, poiché il successivo 9 luglio è prelevato in compartecipazione dal Bari, neopromosso in Serie A e sulla cui panchina è nel frattempo arrivato proprio Ventura, il quale sollecita la società biancorossa a puntare sul giocatore.
In Puglia è titolare sin dalla prima giornata della stagione 2009-10, un pareggio 1-1 nella trasferta contro la sua ex squadra dell'Inter, e dov'è suo malgrado autore di un fallo da rigore su Milito; ciò nonostante, nel prosieguo dell'annata è protagonista di prestazioni di livello, giocando tutte le 38 partite di un campionato in cui il 30 gennaio 2010 trova il suo primo gol in massima categoria, in semirovesciata nella vittoria interna 4-2 sul Palermo, e che il 3 marzo lo portano a vestire per la prima volta la maglia azzurra. A Bari fa coppia al centro della retroguardia dei galletti con un altro promettente elemento, Ranocchia, formando un giovane ma solido e affiatato duo difensivo che presto emerge tra i migliori del campionato; seppur all'epoca, è proprio il compagno di reparto ad attirare su di sé le maggiori attenzioni degli addetti ai lavori. Al termine dell'unico suo anno in biancorosso, nel giugno 2010 la comproprietà tra Bari e Genoa si risolve prima di arrivare alle buste: il giocatore viene riscattato dai pugliesi con la complicità della Juventus, che ne acquisterà successivamente il cartellino.

##### Juventus

###### Dalle «bonucciate» all'affermazione (2010-2012)

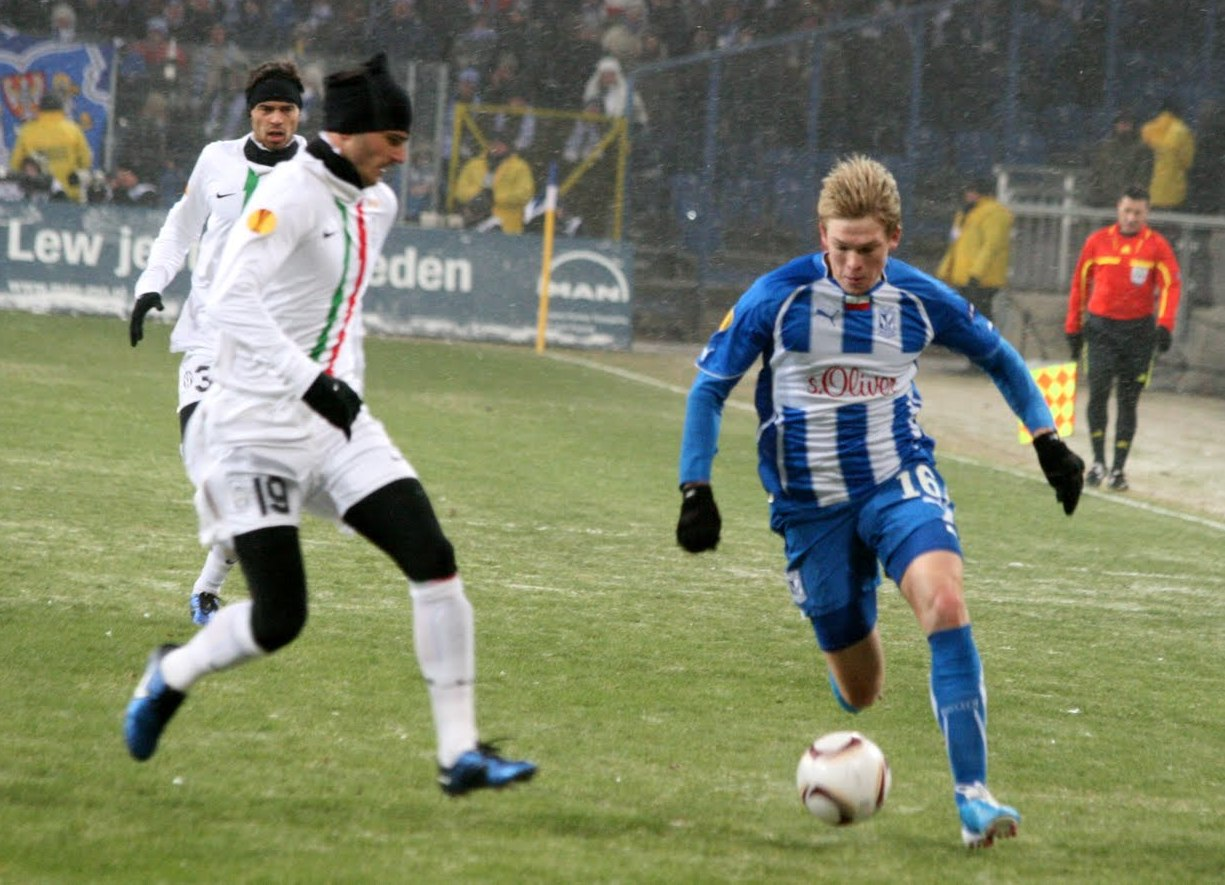
Bonucci (a sinistra) alla Juventus nel 2010, mentre contrasta Rudņevs nella trasferta di UEFA Europa League contro il

Il 1º luglio 2010 il difensore approda alla Juventus per una valutazione, tra contanti e contropartite, di circa 15,5 milioni di euro. Esordisce in competizioni ufficiali il 29 dello stesso mese, nella gara di andata del terzo turno preliminare di UEFA Europa League, giocata in Irlanda contro lo Shamrock Rovers e vinta 2-0 dai bianconeri; nella stessa competizione, il 19 agosto realizza il suo primo gol in maglia juventina, portando la squadra in vantaggio nella partita di andata dei play-off vinta 2-1 contro gli austriaci dello Sturm Graz. L'esordio in campionato arriva dieci giorni dopo, nella trasferta persa contro la sua ex squadra del Bari (1-0). In bianconero va ad agire ancora come centrale di difesa, formando la coppia titolare assieme a Chiellini, tuttavia nella sua prima stagione a Torino incontra varie difficoltà: da una parte per l'impostazione difensiva adottata dall'allenatore Luigi Delneri, il quale lo inquadra in un rigido 4-4-2 che finisce per svilirne le qualità in fase di costruzione del gioco, e dall'altra per «un misto di supponenza e poca concentrazione» che lo porta a cadere in vari errori tecnici, le cosiddette «bonucciate». Tutto ciò ne fa tra i calciatori più contestati della rosa juventina 2010-11 che chiude il campionato con un deludente settimo posto, fallendo dopo vent'anni la qualificazione alle coppe europee.
Una situazione che si ribalta nella stagione 2011-12, quando alla guida dei piemontesi arriva Antonio Conte. Seppur relegato in panchina durante le prime settimane della nuova gestione tecnica, a favore della coppia Barzagli-Chiellini, sul finire del 2011 Bonucci ritrova la titolarità grazie alla nuova retroguardia a tre elementi studiata da Conte, che lo vede playmaker difensivo con i due succitati compagni di squadra ai lati: è la nascita della cosiddetta «BBC», la linea difensiva alla base dei successi juventini negli anni seguenti. Il 7 aprile 2012 segna un gol nella vittoriosa trasferta al Barbera con il Palermo (2-0), contribuendo al sorpasso in testa alla classifica dei bianconeri ai danni del Milan, culminato il 6 maggio seguente nella conquista dello scudetto, il primo in maglia juventina per Bonucci, arrivato grazie al 2-0 in campo neutro a Trieste sul Cagliari.

###### Gli anni della «BBC» (2012-2016)

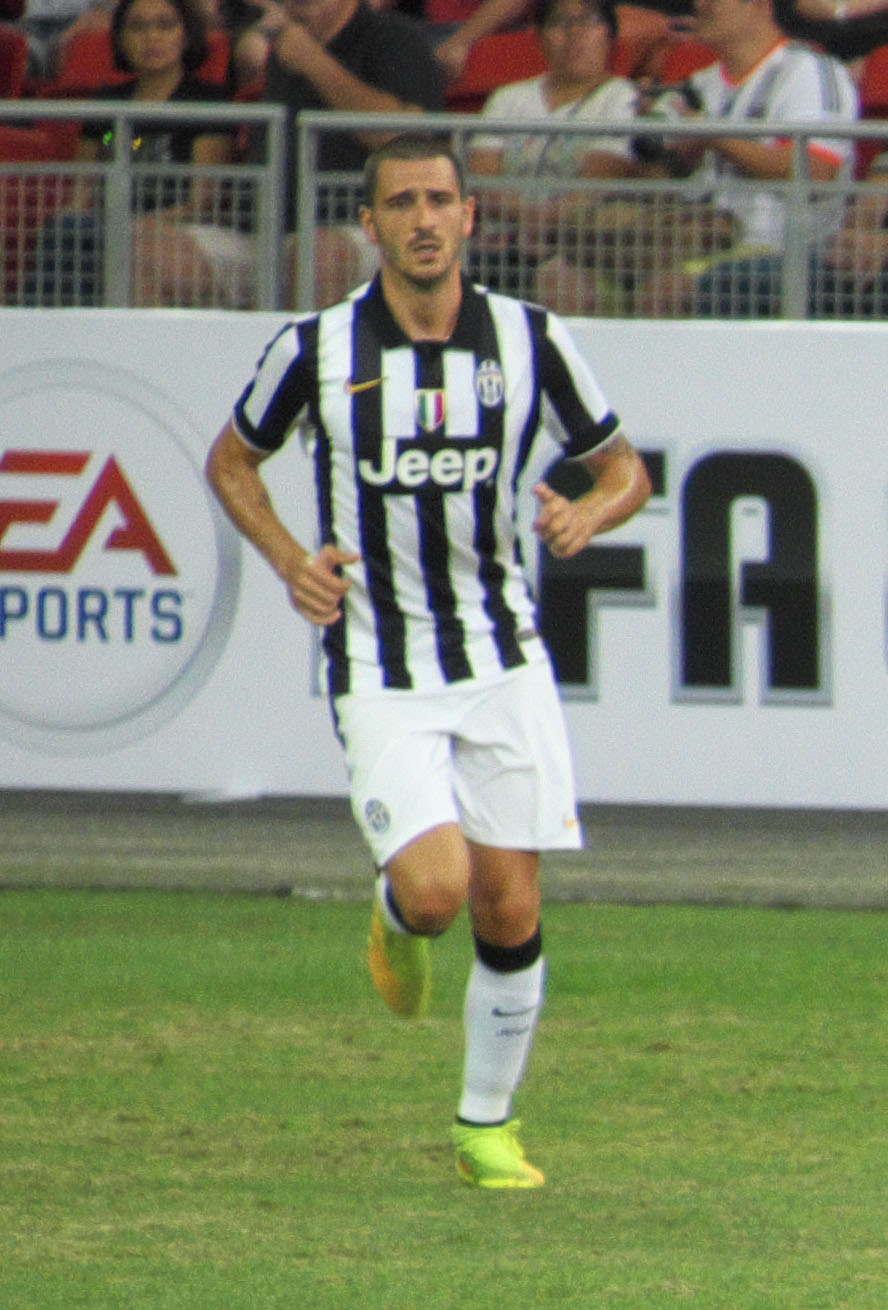
Bonucci in maglia bianconera nell'estate 2014, in amichevole a Singapore contro una selezione locale

Artefice in questo periodo di una costante crescita sul piano tecnico e soprattutto mentale, la stagione 2012-13 inizia con la vittoria della Supercoppa di Lega a Pechino, grazie al 4-2 sul Napoli maturato ai supplementari. Il 2 ottobre 2012 Bonucci realizza la sua prima rete in UEFA Champions League, nel match terminato 1-1 contro gli ucraini dello Šachtar. Il 5 maggio 2013, grazie alla vittoria casalinga per 1-0 sul Palermo, vince il secondo scudetto consecutivo. Chiude la stagione da bianconero con più presenze in assoluto (48), alla pari con il collega di reparto Barzagli. Apre la stagione 2013-14 con la conquista, il 18 agosto, della sua seconda Supercoppa di Lega, battendo a Roma per 4-0 la Lazio. Il 3 aprile 2014 va a segno per la prima volta in UEFA Europa League, decidendo la sfida di andata dei quarti di finale sul campo dei francesi dell'Olympique Lione (0-1). Il 4 maggio, a seguito della sconfitta 1-4 della Roma a Catania, senza scendere in campo vince il suo terzo scudetto consecutivo con la Juventus.
Con la squadra torinese passata nell'annata 2014-15 agli ordini di Massimiliano Allegri, il 5 ottobre decide la sfida di cartello con la Roma segnando il gol del definitivo 3-2. Il 7 aprile 2015, in occasione della semifinale di ritorno di Coppa Italia, mette a segno il primo gol in carriera nella manifestazione, chiudendo le marcature nello 0-3 dell'Artemio Franchi ai danni della Fiorentina, risultato che permette alla squadra torinese di raggiungere la finale, rendendo così ininfluente la sconfitta 1-2 della gara di andata. La stagione culmina con il double composto dalla vittoria del quarto scudetto consecutivo in bianconero, arrivato il 2 maggio dopo la vittoria 1-0 sul campo della Sampdoria, assieme alla Coppa Italia, vinta il 20 dello stesso mese con un 2-1 ai supplementari sulla Lazio; il 6 giugno gioca inoltre la sua prima finale di UEFA Champions League, persa 1-3 a Berlino contro gli spagnoli del Barcellona.

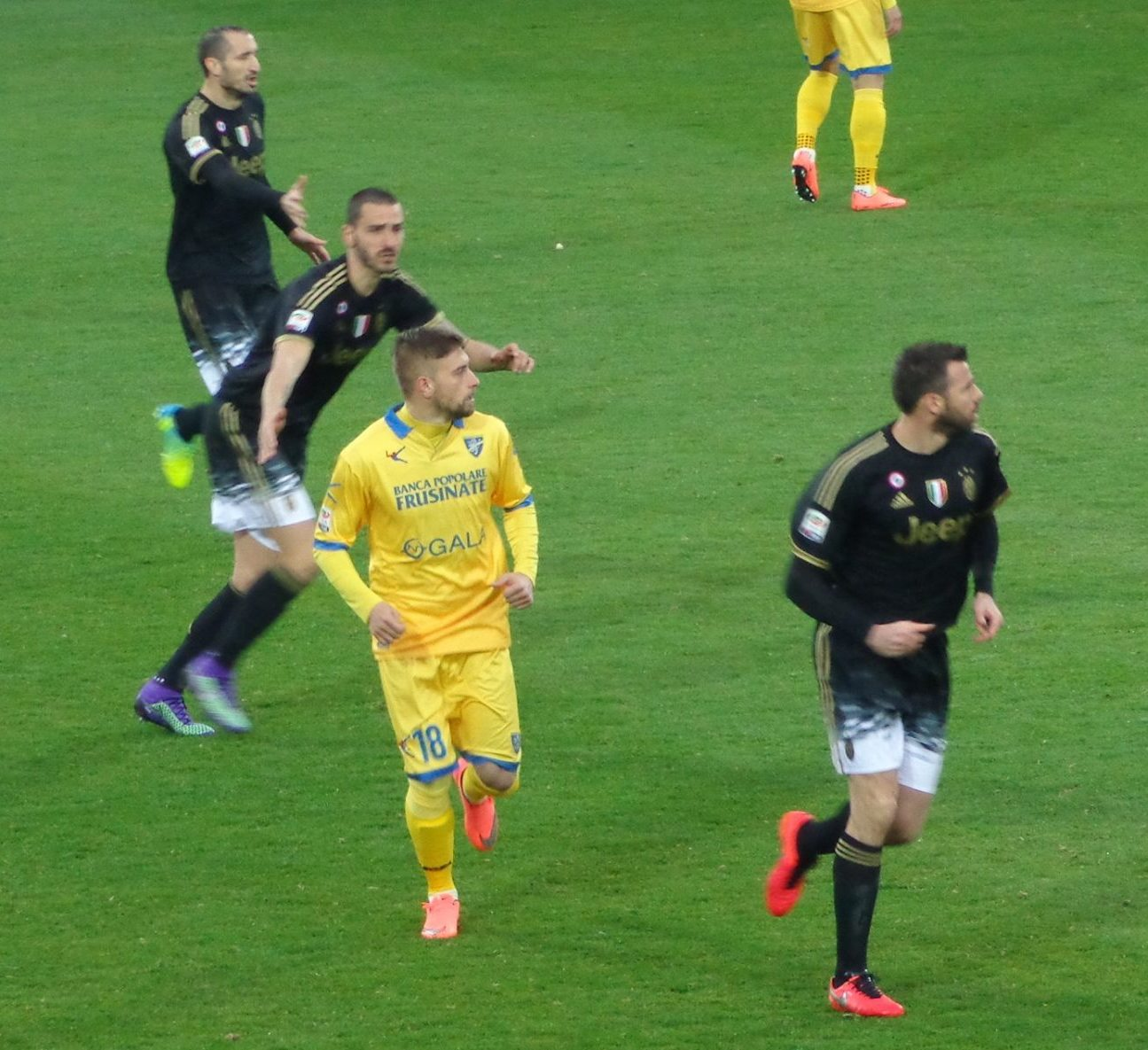
Da destra, in divisa nera: Barzagli, Bonucci e Chiellini, ovvero la linea difensiva «BBC» della Juventus pluriscudettata negli anni 2010, qui sul campo del nella sfida di Serie A del 7 febbraio 2016

Ormai divenuto tra i leader dello spogliatoio juventino, l'8 agosto apre la nuova annata 2015-16 con la conquista della terza Supercoppa nazionale della carriera, superando per 2-0 la Lazio sul campo di Shanghai; inoltre il 23 settembre, in occasione della sfida casalinga di campionato pareggiata 1-1 con il Frosinone, per la prima volta scende in campo dal 1' con la fascia di capitano della squadra. Il 2 marzo 2016, nonostante la sconfitta 0-3 rimediata a Milano contro l'Inter, ai tiri di rigore realizza il decisivo penalty che porta i bianconeri alla seconda finale consecutiva di Coppa Italia, poi vinta il 21 maggio a Roma contro un Milan superato 1-0 al termine dei supplementari. Il 25 aprile, a coronamento di una rimonta-record, si aggiudica matematicamente il quinto scudetto consecutivo contribuendo così a far bissare al club il double dell'anno precedente.

###### Il primo addio (2016-2017)
La settima stagione a Torino, seppur globalmente positiva come risultati di squadra, è negativa sotto l'aspetto personale, con Bonucci reo di comportamenti che a lungo andare logorano il rapporto con l'ambiente bianconero: una situazione deflagrata già nel mese di febbraio e poi trascinatasi per il resto dell'annata.
Già sul piano fisico, la stagione non è tra le più fortunate della sua carriera: nel novembre 2016, pochi giorni dopo aver contribuito con un gol al Siviglia alla qualificazione alla fase a eliminazione diretta di UEFA Champions League, subisce infatti un infortunio al bicipite femorale della coscia sinistra durante la sconfitta esterna 3-1 in campionato contro il Genoa, che lo costringe a restare lontano dai campi fino all'inizio del 2017. Una volta ristabilitosi, il 17 febbraio tocca le 300 presenze con la formazione torinese, in occasione della vittoria 4-1 allo Stadium sul Palermo: nella circostanza, tuttavia, un pubblico alterco a bordocampo con Allegri gli costa l'esclusione dalla successiva trasferta di Champions League contro il Porto, prima avvisaglia dell'addìo che si consumerà a fine stagione.
Frattanto il 17 maggio mette in bacheca la Coppa Italia, primo trofeo stagionale nonché terzo consecutivo per la squadra bianconera, dopo la vittoriosa finale di Roma sulla Lazio dov'è peraltro autore del definitivo 2-0; quattro giorni dopo, con il successo 3-0 allo Stadium sul Crotone arriva anche il sesto titolo italiano di fila e settimo personale, che permette al difensore e alla squadra d'inanellare il terzo double nazionale consecutivo, e soprattutto di battere dopo 82 anni il record della Juve del Quinquennio: Bonucci, insieme ai compagni di squadra Barzagli, Buffon, Chiellini, Lichtsteiner e Marchisio, è tra i 6 esacampioni d'Italia di questo ciclo bianconero. Il 3 giugno scende in campo a Cardiff per la sua seconda finale di Champions, persa 1-4 contro il Real Madrid. Rimarrà questa l'ultima partita del suo primo periodo torinese: infatti, nonostante quanto palesato da Bonucci giusto pochi mesi prima circa il voler diventare una «bandiera» del club, il suo rapporto con la Juventus s'interrompe bruscamente nell'estate seguente.

##### Milan (2017-2018)
Con una trattativa-lampo tra due storiche rivali che sorprende non poco addetti ai lavori e tifosi, il 20 luglio 2017 il giocatore passa al Milan per 42 milioni di euro. Su spinta della nuova proprietà Li appena insediatasi, viene inoltre nominato capitano della squadra, indossando la fascia fin dal suo esordio con la nuova maglia, il 17 agosto seguente a San Siro, nella vittoria contro i macedoni dello Škendija (6-0) valevole per l'andata dei play-off di UEFA Europa League.
Pur a fronte degli altisonanti intenti della vigilia, l'impatto con la realtà milanista si rivela abbastanza tribolato per Bonucci, il quale rimane coinvolto nella crisi di risultati dell'undici di Vincenzo Montella. Sul piano personale si aggiungono incomprensioni tattiche nonché poca serenità dettata da un ambiente rossonero che, se da una parte ripone grandi attese nel suo ingaggio – a posteriori presentato fin troppo avventatamente come capace di «spostare gli equilibri» del campionato –, dall'altra fatica ad accettare una leadership a conti fatti imposta dall'alto e non dallo spogliatoio; ancor più, che «la fascia che fu di Baresi e Maldini» sia finita al braccio di chi, fino a poche settimane prima, era considerato un rivale per antonomasia.

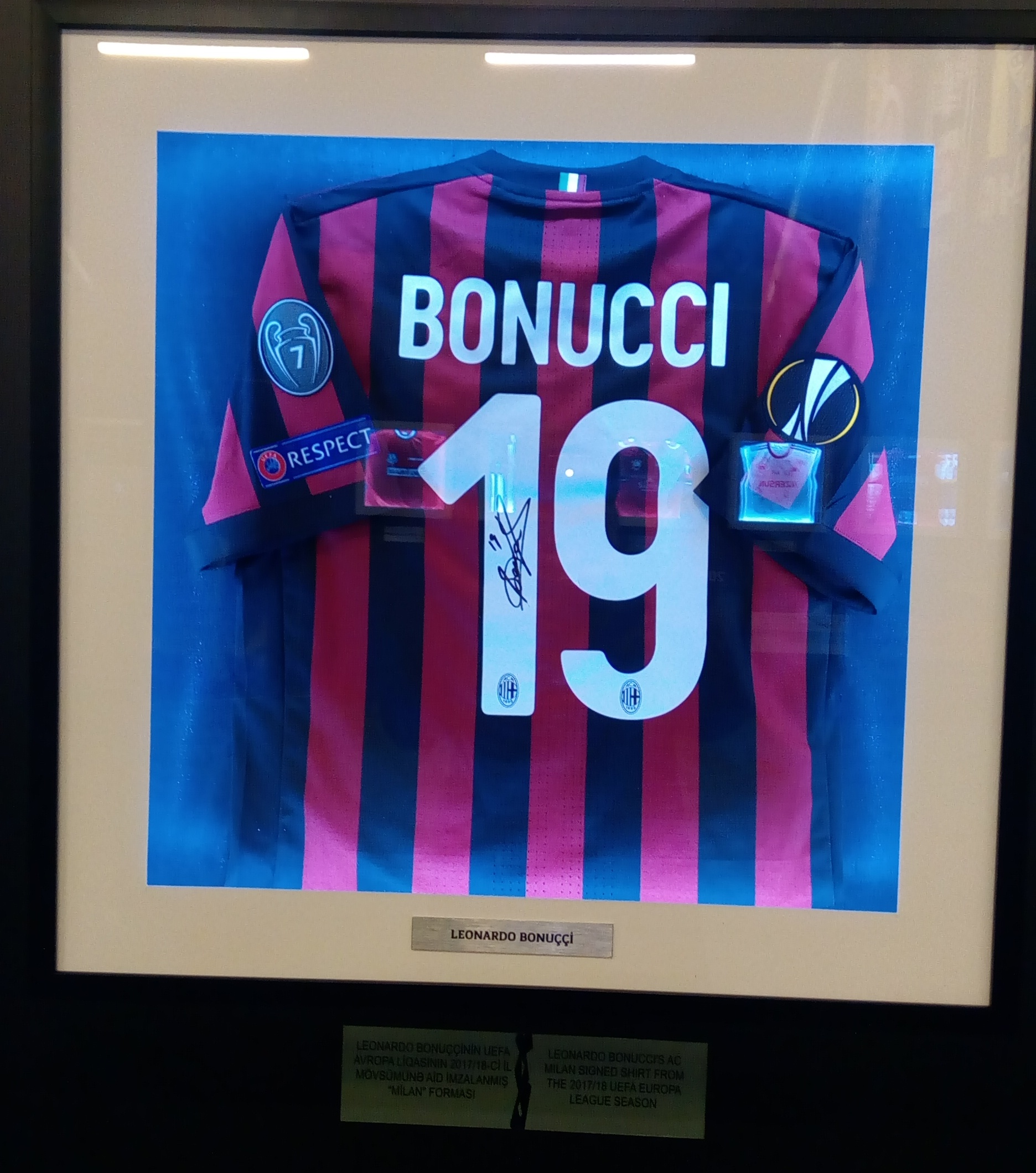
Una maglia milanista indossata da Bonucci nel corso della UEFA Europa League 2017-2018

La situazione migliora parzialmente dopo l'avvicendamento tecnico tra Montella e Gennaro Gattuso, e con l'affinamento dell'intesa tra Bonucci e il compagno di reparto Romagnoli. Il 6 gennaio 2018 il difensore segna il suo primo gol in maglia meneghina, siglando il decisivo 1-0 sul Crotone; il successivo 31 marzo, a Torino, trova anche la rete del momentaneo pareggio nella prima sfida giocata contro la sua ex squadra piemontese, che tuttavia non evita la sconfitta finale per 3-1 dei lombardi. Quella che sarà l'unica stagione in rossonero di Bonucci si chiude in negativo, non riuscendo a fare la differenza in un discontinuo Milan che finisce relegato alla lotta per un piazzamento continentale; anche il cammino in Coppa Italia, dove la squadra raggiunge la finale, termina con una netta sconfitta 0-4, ancora per mano della Juventus.

##### Ritorno alla Juventus

###### Il tramonto del gruppo storico (2018-2020)
La delusione per l'andamento della stagione milanista, dal punto di vista dei risultati sportivi e della stabilità societaria, nonché il pentimento per una scelta fatta in un «momento di rabbia», portano Bonucci a virare dopo soli dodici mesi verso un clamoroso dietrofront: una volta chiesta la cessione, il 2 agosto 2018 torna alla Juventus per 35 milioni di euro, nell'ambito di uno scambio di cartellini con Caldara. Sedici giorni dopo bagna il suo secondo debutto in maglia bianconera, nella vittoriosa trasferta di campionato contro il Chievo (3-2), propiziando l'autorete del clivense Bani; il 29 settembre torna invece al gol in maglia juventina, fissando sul definitivo 3-1 il vittorioso big match casalingo contro il Napoli.
In avvio di campionato il difensore è costretto ad affrontare i sentimenti contrastanti della tifoseria juventina nei suoi confronti, nettamente spaccata tra favorevoli al suo ritorno, e contrari a perdonargli la rumorosa separazione di appena un anno prima. Tale situazione non influisce tuttavia sul suo rendimento in campo, dove riprende immediatamente un ruolo centrale nelle dinamiche bianconere: presto vinta la concorrenza interna con Benatia, Bonucci torna così a formare un'affiatata coppia con Chiellini al centro della difesa torinese, ritrovando quello smalto che pareva avere smarrito a Milano. All'inizio del 2019, il 16 gennaio conquista la sua quarta Supercoppa italiana, scendendo in campo da titolare nella vittoria 1-0 contro il suo ex Milan. A tale trofeo, al termine dell'annata si aggiunge lo scudetto, arrivato matematicamente già il 20 aprile, a corollario di un campionato giocato a ritmi da record, grazie al successo 2-1 nel match casalingo contro la Fiorentina: è l'ottavo tricolore della carriera per Bonucci, il quale entra così nel gotha dei pluriscudettati, dietro solo all'ex compagno di squadra Buffon, nonché l'ottavo consecutivo per la Juventus.
Rimane tra gli inamovibili anche nella stagione 2019-2020, in cui il nuovo tecnico juventino Maurizio Sarri lo conferma al centro della retroguardia, stavolta a fianco del giovane neoacquisto De Ligt a causa del lungo infortunio che tiene Chiellini lontano dai campi per gran parte dell'annata; un'assenza, quest'ultima, che fa di Bonucci il capitano de facto della squadra per i mesi a seguire. In una stagione segnata dall'arrivo della pandemia di COVID-19 che dilata a dismisura i calendari, il difensore conquista il suo nono scudetto personale nonché nono consecutivo per la società piemontese – quest'ultimo, un primato assoluto nella storia della Serie A –; a corollario, in occasione del vittorioso derby del 4 luglio 2020 contro il Torino (4-1), il viterbese tocca le 400 presenze in maglia bianconera.

###### Anni di rinnovamento (2020-2022)

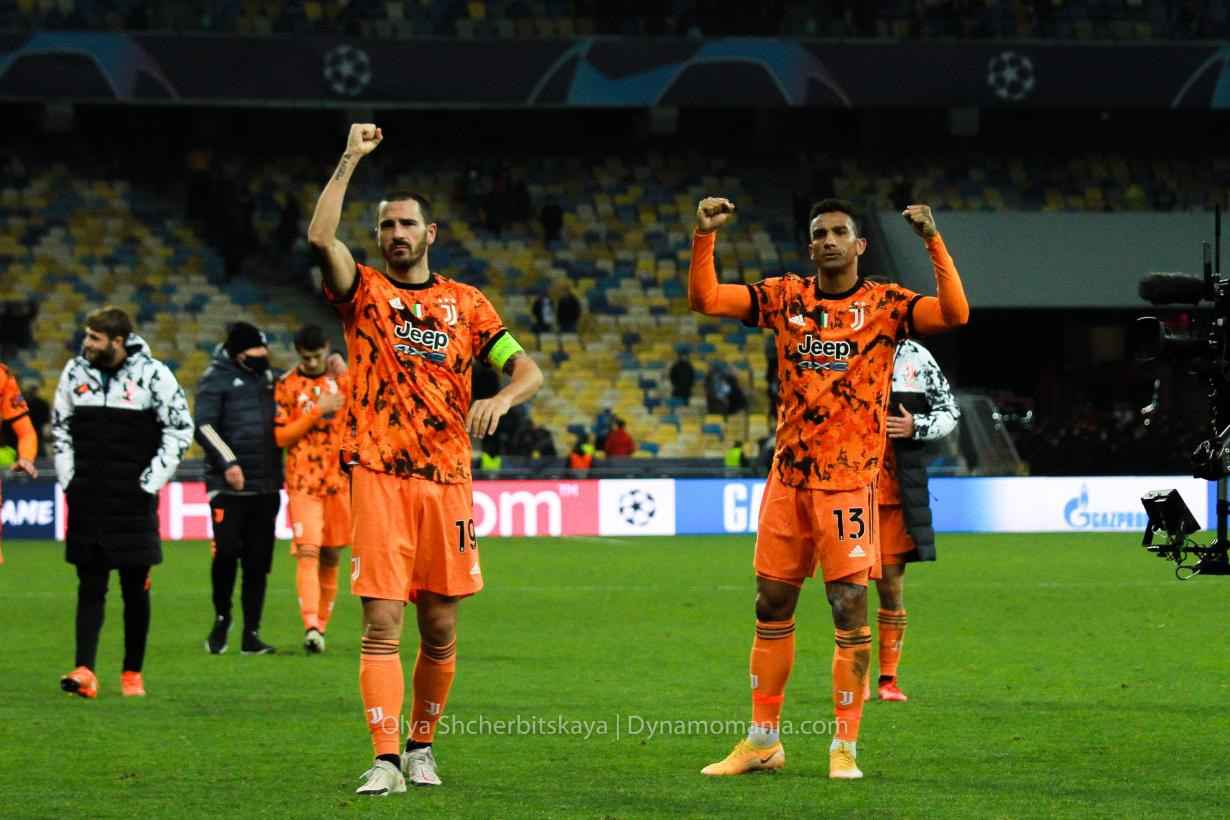
Bonucci (a sinistra), nell'occasione capitano juventino, festeggia con il compagno di reparto Danilo per la vittoria sulla, nella trasferta di UEFA Champions League del 20 ottobre 2020; il viterbese diverrà capitano effettivo dei bianconeri nel 2022, per poi cedere la fascia l'anno seguente proprio a Danilo.

L'annata 2020-2021, trascorsa agli ordini dell'ex compagno di squadra Andrea Pirlo nel frattempo passato in panchina, non è positiva per Bonucci soprattutto nella parte iniziale, con prestazioni non all'altezza, mentre nella seconda si ritrova ulteriormente frenato dopo avere contratto il COVID-19. Tale ruolino è sintomatico delle difficoltà stagionali della Juventus, che dopo nove anni deve abdicare nella difesa dello scudetto; nonostante ciò, nel corso del 2021 il difensore riesce comunque a rimpinguare il proprio palmarès con le affermazioni bianconere in Supercoppa italiana e Coppa Italia.
In avvio dell'annata seguente, con la Juventus nel frattempo tornata in mano a Massimiliano Allegri, il 20 ottobre 2021 Bonucci raggiunge le 100 presenze in campo internazionale con le squadre di club, in occasione della vittoriosa trasferta di UEFA Champions League contro lo Zenit San Pietroburgo. Un mese dopo, il 20 novembre realizza la sua prima doppietta – in entrambe le occasioni su calcio di rigore – in massima serie, nel successo esterno 2-0 sulla Lazio; ripete l'exploit il 1º maggio 2022, stavolta su azione, nel successo casalingo per 2-1 contro il Venezia, che gli permette di eguagliare il compagno di squadra Chiellini come difensore a segno, nel massimo campionato italiano, in più anni solari differenti del XXI secolo (13) oltreché di stabilire un nuovo record personale di reti in una singola stagione.

###### La stagione da capitano e il secondo addio (2022-2023)
Con l'addio di Chiellini, la stagione 2022-2023 vede Bonucci quale ultimo reduce dei vittoriosi anni della «BBC». Com'era già successo in nazionale, anche a Torino eredita dall'ex compagno di squadra la fascia di capitano, debuttando ufficialmente nel nuovo ruolo il 15 agosto, in avvio di campionato, nella vittoria casalinga 3-0 sul Sassuolo.
Quest'annata si rivela tuttavia molto difficile sia per la Juventus, causa vicende extrasportive che ne minano l'ambiente e i risultati in campo, sia sul piano personale per Bonucci. Ormai vittima d'infortuni sempre più frequenti, è spesso relegato fuori dall'undici titolare di Allegri e, di riflesso, scavalcato dal compagno di reparto Danilo quale capitano de facto e figura di riferimento per compagni e tifosi. Come unica soddisfazione stagionale, in occasione del pareggio interno 1-1 col Siviglia dell'11 maggio 2023 e valevole per la semifinale di andata della UEFA Europa League, quella di tagliare il traguardo delle 500 gare in maglia bianconera.
Tale situazione sfocia nell'estate 2023 in una nuova rottura fra la società e il difensore, la seconda dopo quella di sei anni prima: estromesso dal progetto tecnico, anche per ragioni anagrafiche, viene privato definitivamente della fascia e messo fuori rosa. Lascia la Juventus di lì a poche settimane, dopo 12 stagioni e 502 partite giocate – sesto di sempre nonché terzo assoluto nelle competizioni internazionali –, con un palmarès di 8 Scudetti, 4 Coppe Italia e 5 Supercoppe italiane.

##### Union Berlino e Fenerbahçe (2023-2024)

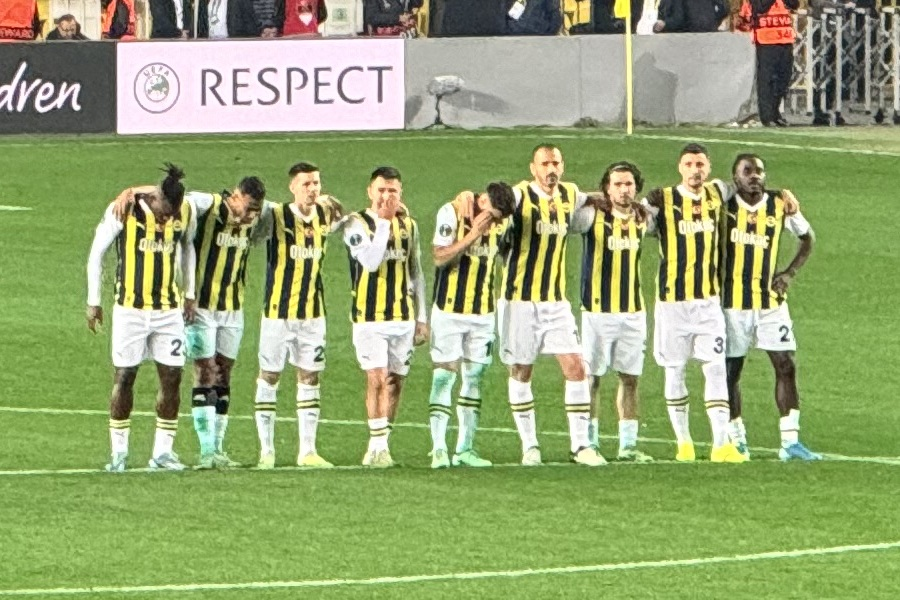
Bonucci (quarto da destra) con i compagni di squadra del Fenerbahçe, durante l'epilogo ai tiri di rigore del quarto di finale di UEFA Europa Conference League 2023-2024 contro l'Olympiacos.

Stante la frattura ormai irrecuperabile con l'ambiente juventino, il 1º settembre 2023 Bonucci accetta l'offerta dell'Union Berlino e si trasferisce in Germania a titolo definitivo. Debutta in maglia biancorossa il 20 dello stesso mese, scendendo in campo da titolare nella sconfitta esterna 1-0 contro il Real Madrid, che vale anche lo storico esordio della società berlinese in UEFA Champions League; tre giorni dopo fa il suo esordio in Bundesliga, nella gara casalinga persa per 0-2 contro l'Hoffenheim. Il successivo 7 ottobre segna su calcio di rigore quella che rimarrà la sua unica rete per gli Eisernen, tuttavia insufficiente a evitare la sconfitta 4-2 sul campo del Borussia Dortmund. Dopo un avvio promettente, infatti, sul finire dell'anno solare l'Union Berlino incappa in una lunga crisi di risultati che coinvolge lo stesso Bonucci, non esente da prestazioni negative che finiscono per relegarlo sempre più spesso in panchina.
L'esperienza berlinese del difensore si chiude dopo un semestre: una volta risolto anticipatamente il contratto con la società tedesca, e motivato a trovare un maggiore impiego in campo in ottica azzurra, l'11 gennaio 2024 si trasferisce in Turchia, accasandosi a titolo gratuito al Fenerbahçe. Debutta in maglia gialloblù tre giorni dopo, in Süper Lig, subentrando all'infortunato Aziz nella vittoria esterna per 1-0 contro il Gaziantep. Nel prosieguo, tuttavia, neanche l'impatto con la realtà istambulina si rivela fortunato: risulta scarsa la sintonia col tecnico İsmail Kartal, il quale lo impiega marginalmente sia in campionato sia in UEFA Europa Conference League, competizione quest'ultima dove, peraltro, Bonucci si segnala in negativo nella gara di ritorno dei quarti di finale contro l'Olympiacos in cui, mandato in campo sul finire dei tempi supplementari solo in vista dell'epilogo ai tiri di rigore, si vede respingere il proprio tentativo dal portiere ellenico Tzolakīs, fatto che decreta l'eliminazione gialloblù.
Nel maggio del 2024, annuncia il suo ritiro dal calcio giocato al termine della stagione, all'età di 37 anni.

#### Nazionale

##### Dagli esordi all'Ital-Juve(2010-2014)

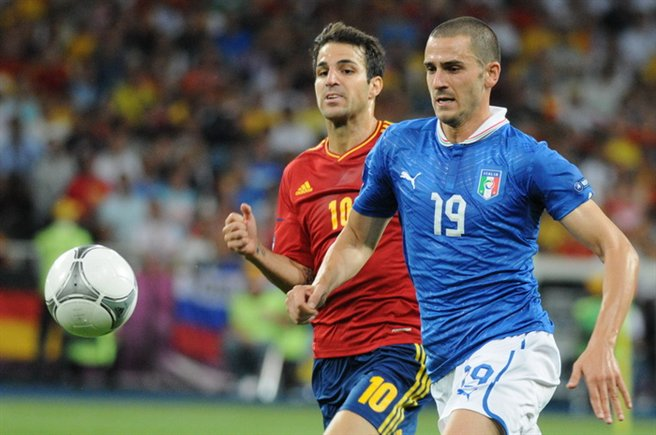
Bonucci (a destra), in maglia azzurra, alle prese con lo spagnolo Fàbregas nella finale del campionato d'Europa 2012.

Il 28 febbraio 2010, mentre militava nel Bari, ha ricevuto la prima convocazione in nazionale a opera del commissario tecnico Marcello Lippi, al suo secondo ciclo sulla panchina italiana. Esordisce il successivo 3 marzo, a 22 anni, scendendo in campo da titolare nell'amichevole contro il Camerun (0-0) disputata allo Stade Louis II del Principato di Monaco. Alla sua seconda presenza, il 3 giugno, realizza il suo primo gol in azzurro nella partita amichevole disputata a Bruxelles e persa 1-2 contro il Messico. Inserito nella lista dei 23 convocati al campionato del mondo 2010 in Sudafrica, non viene mai impiegato durante l'intera competizione.
Confermato nel gruppo azzurro dal nuovo CT Cesare Prandelli, dopo l'addio di Cannavaro viene promosso titolare al fianco del compagno di club Chiellini. È convocato per il campionato d'Europa 2012 in Polonia e Ucraina, esordendo a Danzica, il 10 giugno, nella gara con la Spagna (1-1); scende in campo in tutte le 6 partite disputate dall'Italia, sino alla finale del 1º luglio dove la nazionale si ritrova contrapposta ancora alle Furie Rosse, che stavolta vincono con un netto 4-0.
Nel giugno 2013, Bonucci è confermato da Prandelli nella rosa per la Confederations Cup in Brasile. Il 27 dello stesso mese, nella semifinale con la Spagna disputata a Fortaleza, risulta fatale il suo errore ai tiri di rigore che estromette gli azzurri dalla finale; con l'Italia conquista il terzo posto nella manifestazione, arrivato dopo aver superato l'Uruguay nella finale di consolazione, risoltasi anch'essa ai rigori.
Ormai tra i punti fermi (assieme ai colleghi di reparto Buffon, Barzagli e Chiellini, e agli altri compagni di squadra Marchisio e Pirlo) della cosiddetta Ital-Juve dei primi anni 2010, è convocato al campionato del mondo 2014 in Brasile. Qui è tuttavia schierato unicamente nella terza partita del girone, persa 0-1 con l'Uruguay, che determina l'eliminazione della nazionale.

##### Senatoreazzurro (2014-2021)

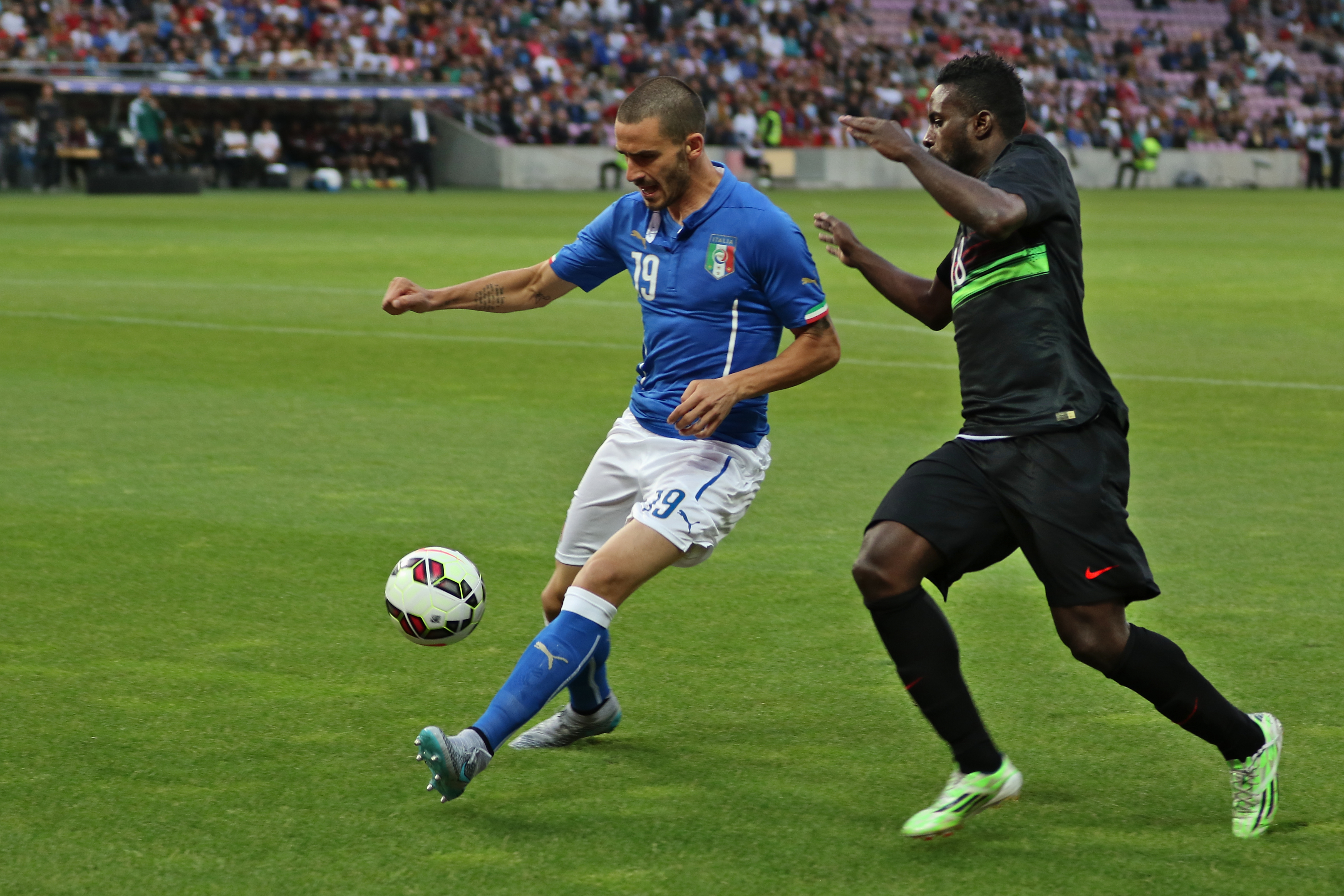
Bonucci (a sinistra) difende la palla dalle mire del portoghese Varela nell'amichevole di Ginevra del 16 giugno 2015.

Sotto la nuova gestione tecnica di Antonio Conte, il 4 settembre 2014, nell'amichevole Italia-Paesi Bassi (2-0), indossa la fascia di capitano dopo l'uscita dal campo di De Rossi; quindi il 18 novembre seguente, nell'amichevole Italia-Albania (1-0) disputata a Genova, per la prima volta scende in campo dal 1' come capitano della nazionale.
Nel maggio 2016 è inserito nella rosa dei 23 convocati per il campionato d'Europa 2016 in Francia: nell'esordio azzurro nella competizione, il 13 giugno, serve l'assist a Giaccherini per la prima rete nel successo 2-0 sul Belgio. Autore di ottime prestazioni nel corso del torneo – miglior giocatore nella sfida degli ottavi di finale vinta 2-0 sulla Spagna campione continentale in carica –, ai quarti di finale contro la Germania realizza dal dischetto il gol dell'1-1; tuttavia, nell'epilogo ai tiri di rigore, è tra gli azzurri che non riescono a mettere a segno il proprio tentativo, sancendo l'eliminazione italiana.
Con il CT Gian Piero Ventura viene impiegato in dieci partite delle qualificazioni al campionato del mondo 2018, compreso il doppio confronto del play-off del novembre 2017 contro la Svezia, che elimina clamorosamente l'Italia, a 60 anni dall'unico precedente.
Nonostante la mancata qualificazione al mondiale di Russia – per la quale Bonucci ha sempre dichiarato di non incolpare unicamente Ventura –, il difensore mantiene un ruolo centrale nella nazionale anche con il nuovo commissario tecnico Roberto Mancini, debuttando peraltro sotto la sua guida con i gradi di capitano, nell'amichevole del 28 maggio 2018 tra Italia e Arabia Saudita (2-1). Il successivo 7 settembre esordisce con gli azzurri nella prima edizione della UEFA Nations League, nella gara che li vede contrapposti alla Polonia (1-1).

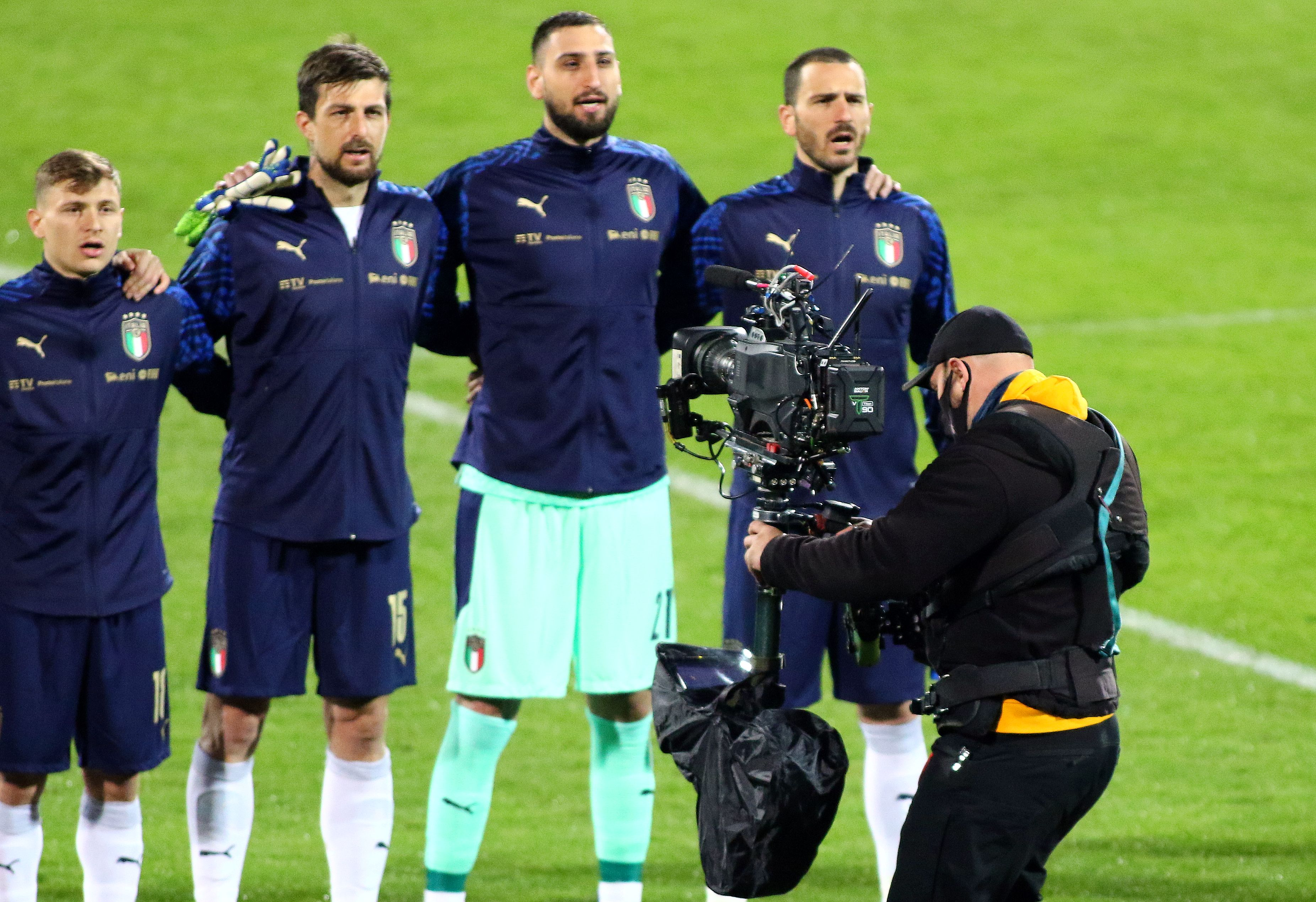
Da destra: Bonucci, nell'occasione capitano azzurro, canta l'inno italiano con Donnarumma, Acerbi e Barella prima della sfida contro la del 28 marzo 2021.

L'8 giugno 2019 va a segno per la prima volta dall'insediamento di Mancini, siglando il definitivo 3-0 alla Grecia, nell'ambito delle qualificazioni al campionato d'Europa 2020. Il successivo 12 ottobre, nella gara di ritorno contro gli ellenici che certifica la qualificazione azzurra alla fase finale, Bonucci entra nella top ten dei più presenti in nazionale, superando l'ex compagno di squadra Del Piero con 92 apparizioni complessive. Ancora a livello statistico il 25 marzo 2021, in occasione della vittoria 2-0 sull'Irlanda del Nord valevole per le qualificazioni al campionato del mondo 2022, il calciatore raggiunge le 100 presenze in nazionale, ottavo italiano di sempre a toccare questo traguardo.

##### Euro 2020 e il post-vittoria (2021-2022)
Convocato nell'estate 2021 per la fase finale dell'europeo itinerante del 2020, nel frattempo posticipato di un anno a causa della pandemia di COVID-19, gioca tutte le 7 partite degli azzurri durante la competizione – divenendo l'italiano più presente nella storia del torneo – e, riproponendosi ad alti livelli nell'ormai collaudata coppia centrale con Chiellini, emerge tra i protagonisti del successo italiano: l'11 luglio segna il gol dell'1-1 nella finale di Wembley contro i padroni di casa dell'Inghilterra – venendo nominato miglior giocatore della partita e diventando, a 34 anni e 71 giorni, il marcatore più anziano in una finale dell'europeo – e trasforma, poi, uno dei tiri di rigore che consegnano agli azzurri il loro secondo titolo continentale. A manifestazione conclusa viene inoltre inserito nell'XI All Star Team dell'edizione.

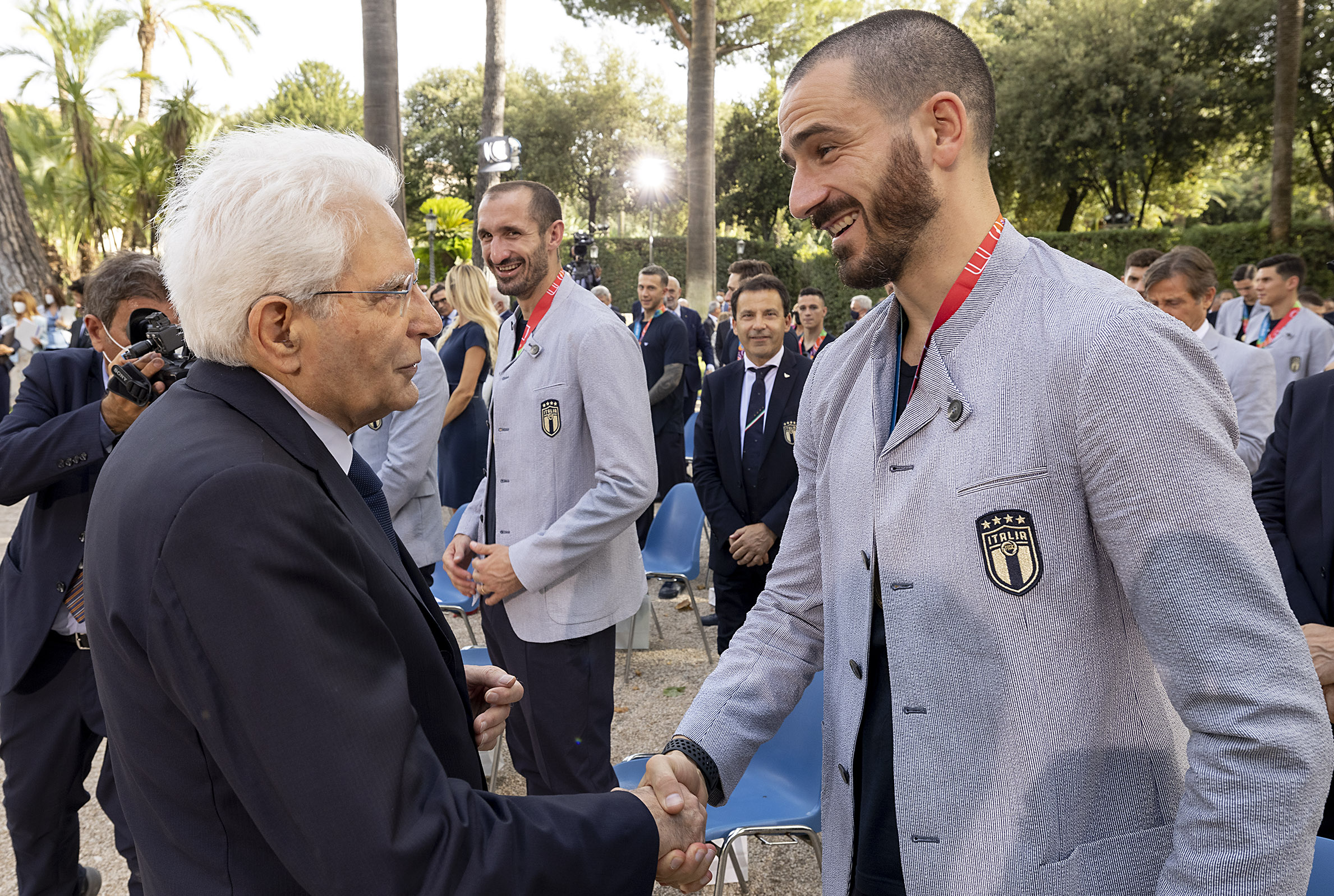
Bonucci (a destra) e gli azzurri ricevuti nel luglio 2021 ai giardini del Palazzo del Quirinale dal presidente Mattarella dopo il vittorioso ; in secondo piano, il compagno di reparto Chiellini.

Nell'autunno 2021 viene inserito tra i 23 convocati per la fase finale della seconda edizione della Nations League, ospitata dall'Italia: gli azzurri chiudono la manifestazione al terzo posto, tuttavia la partecipazione di Bonucci alla final four dura lo spazio di un tempo, per via dell'espulsione rimediata in prossimità dell'intervallo nella semifinale di San Siro persa 1-2 contro la Spagna. Convocato per il turno di spareggio delle qualificazioni al mondiale in Qatar, non scende in campo nella sconfitta del 24 marzo 2022 contro la Macedonia del Nord (0-1) che costa all'Italia la seconda eliminazione consecutiva.

##### L'epilogo da capitano (2022-2023)
Il 1º giugno 2022 a Wembley, in occasione della finalissima della Coppa dei Campioni CONMEBOL-UEFA persa 0-3 contro i campioni del Sudamerica dell'Argentina, Bonucci gioca per l'ultima volta insieme al compagno di una carriera, Chiellini, che nell'occasione dà l'addio all'azzurro: proprio a quest'ultimo il difensore viterbese succede quale capitano della nazionale, inizialmente in pectore poiché nell'immediato non viene impiegato nelle prime gare della terza edizione della Nations League, per la decisione di Mancini di sfruttare la competizione come banco di prova per un nuovo gruppo di azzurrabili.
Proprio in Nations League fa il suo debutto come capitano effettivo, il 23 settembre 2022, nella vittoria per 1-0 a Milano contro l'Inghilterra, in cui peraltro serve l'assist per il gol di Raspadori; nell'occasione eguaglia Chiellini e De Rossi per numero di presenze in maglia azzurra, entrando nella top five di sempre. Convocato per la fase finale della Nations League, ospitata dai Paesi Bassi, il 15 giugno 2023 scende in campo a Enschede nella sconfitta per 2-1 in semifinale contro la Spagna, nella quale viene sostituito all'intervallo dopo che, in avvio, un suo errore aveva agevolato il gol del vantaggio iberico; non viene impiegato nella successiva finale per il terzo posto, vinta contro i padroni di casa. Il rendimento negativo del difensore in queste settimane, giunto a corollario di una stagione non esaltante con la Juventus, inizia a generare speculazioni circa un suo possibile addio alla maglia azzurra.
Con l'inizio del ciclo di Luciano Spalletti sulla panchina italiana, Bonucci non viene più convocato, cedendo altresì la fascia di capitano a Ciro Immobile. Rimasto infine escluso dalla rosa per la fase finale del campionato d'Europa 2024, conclude la sua esperienza azzurra con 121 presenze, che lo issano al quarto posto assoluto.

### Dopo il ritiro
Nell'estate 2024 viene ammesso al corso UEFA B di Coverciano, che consente di essere tesserati come collaboratori negli staff di Serie A e B e di essere allenatori in seconda in Serie C, oltre a poter allenare tutte le prime squadre fino alla Serie D. Il 22 ottobre dello stesso anno entra nello staff della nazionale maschile under 20, come assistente del commissario tecnico Bernardo Corradi. L'anno seguente, con lo stesso ruolo, entra nello staff della nazionale maschile A, agli ordini del selezionatore Gennaro Gattuso.
Nel 2025 entra a far parte, nel ruolo di capitano, della selezione italiana di calcio a 7 partecipante alla Kings World Cup Nations. Nel maggio successivo entra a far parte per la prima volta di una squadra di club della Kings League, venendo scelto come wild card dai Boomers FC di Fedez e Luciano Moggi.

## Statistiche

### Presenze e reti nei club
Statistiche aggiornate al 26 maggio 2024.
| Stagione        | Squadra         | Campionato      | Campionato | Campionato | Coppe nazionali | Coppe nazionali | Coppe nazionali | Coppe continentali | Coppe continentali | Coppe continentali | Altre coppe | Altre coppe | Altre coppe | Totale | Totale |
| Stagione        | Squadra         | Comp            | Pres       | Reti       | Comp            | Pres            | Reti            | Comp               | Pres               | Reti               | Comp        | Pres        | Reti        | Pres   | Reti   |
| --------------- | --------------- | --------------- | ---------- | ---------- | --------------- | --------------- | --------------- | ------------------ | ------------------ | ------------------ | ----------- | ----------- | ----------- | ------ | ------ |
| 2005-2006       | Inter           | A               | 1          | 0          | CI              | 0               | 0               | UCL                | 0                  | 0                  | SI          | -           | -           | 1      | 0      |
| 2006-2007       | Inter           | A               | 0          | 0          | CI              | 3               | 0               | UCL                | 0                  | 0                  | SI          | -           | -           | 3      | 0      |
| Totale Inter    | Totale Inter    | Totale Inter    | 1          | 0          |                 | 3               | 0               |                    | 0                  | 0                  |             | 0           | 0           | 4      | 0      |
| 2007-2008       | Treviso         | B               | 27         | 2          | CI              | 1               | 0               | -                  | -                  | -                  | -           | -           | -           | 28     | 2      |
| 2008-gen. 2009  | Treviso         | B               | 13         | 2          | CI              | 1               | 0               | -                  | -                  | -                  | -           | -           | -           | 14     | 2      |
| Totale Treviso  | Totale Treviso  | Totale Treviso  | 40         | 4          |                 | 2               | 0               |                    | -                  | -                  |             | -           | -           | 42     | 4      |
| gen.-giu. 2009  | Pisa            | B               | 18         | 1          | CI              | 0               | 0               | -                  | -                  | -                  | -           | -           | -           | 18     | 1      |
| 2009-2010       | Bari            | A               | 38         | 1          | CI              | 1               | 0               | -                  | -                  | -                  | -           | -           | -           | 39     | 1      |
| 2010-2011       | Juventus        | A               | 34         | 0          | CI              | 2               | 0               | UEL                | 8                  | 1                  | -           | -           | -           | 44     | 1      |
| 2011-2012       | Juventus        | A               | 32         | 2          | CI              | 5               | 0               | -                  | -                  | -                  | -           | -           | -           | 37     | 2      |
| 2012-2013       | Juventus        | A               | 33         | 0          | CI              | 4               | 0               | UCL                | 10                 | 1                  | SI          | 1           | 0           | 48     | 1      |
| 2013-2014       | Juventus        | A               | 29         | 2          | CI              | 1               | 0               | UCL+UEL            | 6+7                | 0+1                | SI          | 1           | 0           | 44     | 3      |
| 2014-2015       | Juventus        | A               | 34         | 3          | CI              | 4               | 1               | UCL                | 13                 | 0                  | SI          | 1           | 0           | 52     | 4      |
| 2015-2016       | Juventus        | A               | 36         | 3          | CI              | 4               | 0               | UCL                | 8                  | 0                  | SI          | 1           | 0           | 49     | 3      |
| 2016-2017       | Juventus        | A               | 29         | 3          | CI              | 5               | 1               | UCL                | 11                 | 1                  | SI          | 0           | 0           | 45     | 5      |
| 2017-2018       | Milan           | A               | 35         | 2          | CI              | 5               | 0               | UEL                | 11                 | 0                  | -           | -           | -           | 51     | 2      |
| 2018-2019       | Juventus        | A               | 29         | 3          | CI              | 1               | 0               | UCL                | 10                 | 0                  | SI          | 1           | 0           | 41     | 3      |
| 2019-2020       | Juventus        | A               | 35         | 3          | CI              | 4               | 1               | UCL                | 7                  | 0                  | SI          | 1           | 0           | 47     | 4      |
| 2020-2021       | Juventus        | A               | 26         | 2          | CI              | 2               | 0               | UCL                | 6                  | 0                  | SI          | 1           | 0           | 35     | 2      |
| 2021-2022       | Juventus        | A               | 24         | 5          | CI              | 3               | 0               | UCL                | 7                  | 0                  | SI          | 0           | 0           | 34     | 5      |
| 2022-2023       | Juventus        | A               | 16         | 1          | CI              | 1               | 0               | UCL+UEL            | 6+3                | 1+0                | -           | -           | -           | 26     | 2      |
| Totale Juventus | Totale Juventus | Totale Juventus | 357        | 27         |                 | 36              | 3               |                    | 102                | 5                  |             | 7           | 0           | 502    | 35     |
| 2023-gen. 2024  | Union Berlino   | BL              | 7          | 1          | CG              | 0               | 0               | UCL                | 3                  | 0                  | -           | -           | -           | 10     | 1      |
| gen.-giu. 2024  | Fenerbahçe      | SL              | 8          | 0          | TK              | 3               | 0               | UECL               | 2                  | 0                  | ST          | 0           | 0           | 13     | 0      |
| Totale carriera | Totale carriera | Totale carriera | 505        | 36         |                 | 49              | 3               |                    | 118                | 5                  |             | 7           | 0           | 679    | 44     |

### Cronologia presenze e reti in nazionale
| Cronologia completa delle presenze e delle reti in nazionale ― Italia | Cronologia completa delle presenze e delle reti in nazionale ― Italia | Cronologia completa delle presenze e delle reti in nazionale ― Italia | Cronologia completa delle presenze e delle reti in nazionale ― Italia | Cronologia completa delle presenze e delle reti in nazionale ― Italia | Cronologia completa delle presenze e delle reti in nazionale ― Italia | Cronologia completa delle presenze e delle reti in nazionale ― Italia | Cronologia completa delle presenze e delle reti in nazionale ― Italia |
| Data                                                                  | Città                                                                 | In casa                                                               | Risultato                                                             | Ospiti                                                                | Competizione                                                          | Reti                                                                  | Note                                                                  |
| --------------------------------------------------------------------- | --------------------------------------------------------------------- | --------------------------------------------------------------------- | --------------------------------------------------------------------- | --------------------------------------------------------------------- | --------------------------------------------------------------------- | --------------------------------------------------------------------- | --------------------------------------------------------------------- |
| 3-3-2010                                                              | Monaco                                                                | Italia                                                                | 0 – 0                                                                 | Camerun                                                               | Amichevole                                                            | -                                                                     | 88’                                                                   |
| 3-6-2010                                                              | Bruxelles                                                             | Italia                                                                | 1 – 2                                                                 | Messico                                                               | Amichevole                                                            | 1                                                                     | 16’                                                                   |
| 10-8-2010                                                             | Londra                                                                | Italia                                                                | 0 – 1                                                                 | Costa d'Avorio                                                        | Amichevole                                                            | -                                                                     | 83’                                                                   |
| 3-9-2010                                                              | Tallinn                                                               | Estonia                                                               | 1 – 2                                                                 | Italia                                                                | Qual. Euro 2012                                                       | 1                                                                     |                                                                       |
| 7-9-2010                                                              | Firenze                                                               | Italia                                                                | 5 – 0                                                                 | Fær Øer                                                               | Qual. Euro 2012                                                       | -                                                                     |                                                                       |
| 8-10-2010                                                             | Belfast                                                               | Irlanda del Nord                                                      | 0 – 0                                                                 | Italia                                                                | Qual. Euro 2012                                                       | -                                                                     |                                                                       |
| 12-10-2010                                                            | Genova                                                                | Italia                                                                | 3 – 0 tav                                                             | Serbia                                                                | Qual. Euro 2012                                                       | -                                                                     |                                                                       |
| 17-11-2010                                                            | Klagenfurt am Wörthersee                                              | Romania                                                               | 1 – 1                                                                 | Italia                                                                | Amichevole                                                            | -                                                                     |                                                                       |
| 9-2-2011                                                              | Dortmund                                                              | Germania                                                              | 1 – 1                                                                 | Italia                                                                | Amichevole                                                            | -                                                                     |                                                                       |
| 25-3-2011                                                             | Lubiana                                                               | Slovenia                                                              | 0 – 1                                                                 | Italia                                                                | Qual. Euro 2012                                                       | -                                                                     |                                                                       |
| 29-3-2011                                                             | Kiev                                                                  | Ucraina                                                               | 0 – 2                                                                 | Italia                                                                | Amichevole                                                            | -                                                                     | 76’                                                                   |
| 10-8-2011                                                             | Bari                                                                  | Italia                                                                | 2 – 1                                                                 | Spagna                                                                | Amichevole                                                            | -                                                                     | 77’                                                                   |
| 7-10-2011                                                             | Belgrado                                                              | Serbia                                                                | 1 – 1                                                                 | Italia                                                                | Qual. Euro 2012                                                       | -                                                                     |                                                                       |
| 1-6-2012                                                              | Zurigo                                                                | Italia                                                                | 0 – 3                                                                 | Russia                                                                | Amichevole                                                            | -                                                                     |                                                                       |
| 10-6-2012                                                             | Danzica                                                               | Spagna                                                                | 1 – 1                                                                 | Italia                                                                | Euro 2012 - 1º turno                                                  | -                                                                     | 66’                                                                   |
| 14-6-2012                                                             | Poznań                                                                | Italia                                                                | 1 – 1                                                                 | Croazia                                                               | Euro 2012 - 1º turno                                                  | -                                                                     |                                                                       |
| 18-6-2012                                                             | Poznań                                                                | Italia                                                                | 2 – 0                                                                 | Irlanda                                                               | Euro 2012 - 1º turno                                                  | -                                                                     | 57’                                                                   |
| 24-6-2012                                                             | Kiev                                                                  | Inghilterra                                                           | 0 – 0 dts (2 – 4 dtr)                                                 | Italia                                                                | Euro 2012 - Quarti di finale                                          | -                                                                     |                                                                       |
| 28-6-2012                                                             | Varsavia                                                              | Germania                                                              | 1 – 2                                                                 | Italia                                                                | Euro 2012 - Semifinale                                                | -                                                                     | 60’                                                                   |
| 1-7-2012                                                              | Kiev                                                                  | Spagna                                                                | 4 – 0                                                                 | Italia                                                                | Euro 2012 - Finale                                                    | -                                                                     |                                                                       |
| 7-9-2012                                                              | Sofia                                                                 | Bulgaria                                                              | 2 – 2                                                                 | Italia                                                                | Qual. Mondiali 2014                                                   | -                                                                     |                                                                       |
| 11-9-2012                                                             | Modena                                                                | Italia                                                                | 2 – 0                                                                 | Malta                                                                 | Qual. Mondiali 2014                                                   | -                                                                     |                                                                       |
| 12-10-2012                                                            | Erevan                                                                | Armenia                                                               | 1 – 3                                                                 | Italia                                                                | Qual. Mondiali 2014                                                   | -                                                                     | 14’                                                                   |
| 14-11-2012                                                            | Parma                                                                 | Italia                                                                | 1 – 2                                                                 | Francia                                                               | Amichevole                                                            | -                                                                     | 47’                                                                   |
| 21-3-2013                                                             | Ginevra                                                               | Italia                                                                | 2 – 2                                                                 | Brasile                                                               | Amichevole                                                            | -                                                                     |                                                                       |
| 26-3-2013                                                             | Ta' Qali                                                              | Malta                                                                 | 0 – 2                                                                 | Italia                                                                | Qual. Mondiali 2014                                                   | -                                                                     |                                                                       |
| 7-6-2013                                                              | Praga                                                                 | Rep. Ceca                                                             | 0 – 0                                                                 | Italia                                                                | Qual. Mondiali 2014                                                   | -                                                                     |                                                                       |
| 11-6-2013                                                             | Rio de Janeiro                                                        | Italia                                                                | 2 – 2                                                                 | Haiti                                                                 | Amichevole                                                            | -                                                                     |                                                                       |
| 22-6-2013                                                             | Salvador                                                              | Italia                                                                | 2 – 4                                                                 | Brasile                                                               | Conf. Cup 2013 - 1º turno                                             | -                                                                     |                                                                       |
| 27-6-2013                                                             | Fortaleza                                                             | Spagna                                                                | 0 – 0 dts (7 – 6 dtr)                                                 | Italia                                                                | Conf. Cup 2013 - Semifinale                                           | -                                                                     |                                                                       |
| 30-6-2013                                                             | Salvador                                                              | Uruguay                                                               | 2 – 2 dts (2 – 3 dtr)                                                 | Italia                                                                | Conf. Cup 2013 - Finale 3º posto                                      | -                                                                     | 96’                                                                   |
| 6-9-2013                                                              | Palermo                                                               | Italia                                                                | 1 – 0                                                                 | Bulgaria                                                              | Qual. Mondiali 2014                                                   | -                                                                     |                                                                       |
| 10-9-2013                                                             | Torino                                                                | Italia                                                                | 2 – 1                                                                 | Rep. Ceca                                                             | Qual. Mondiali 2014                                                   | -                                                                     |                                                                       |
| 15-10-2013                                                            | Napoli                                                                | Italia                                                                | 2 – 2                                                                 | Armenia                                                               | Qual. Mondiali 2014                                                   | -                                                                     |                                                                       |
| 15-11-2013                                                            | Milano                                                                | Italia                                                                | 1 – 1                                                                 | Germania                                                              | Amichevole                                                            | -                                                                     |                                                                       |
| 31-5-2014                                                             | Londra                                                                | Italia                                                                | 0 – 0                                                                 | Irlanda                                                               | Amichevole                                                            | -                                                                     |                                                                       |
| 4-6-2014                                                              | Perugia                                                               | Italia                                                                | 1 – 1                                                                 | Lussemburgo                                                           | Amichevole                                                            | -                                                                     | 79’                                                                   |
| 24-6-2014                                                             | Natal                                                                 | Italia                                                                | 0 – 1                                                                 | Uruguay                                                               | Mondiali 2014 - 1º turno                                              | -                                                                     |                                                                       |
| 4-9-2014                                                              | Bari                                                                  | Italia                                                                | 2 – 0                                                                 | Paesi Bassi                                                           | Amichevole                                                            | -                                                                     |                                                                       |
| 9-9-2014                                                              | Oslo                                                                  | Norvegia                                                              | 0 – 2                                                                 | Italia                                                                | Qual. Euro 2016                                                       | 1                                                                     |                                                                       |
| 10-10-2014                                                            | Palermo                                                               | Italia                                                                | 2 – 1                                                                 | Azerbaigian                                                           | Qual. Euro 2016                                                       | -                                                                     |                                                                       |
| 13-10-2014                                                            | Ta' Qali                                                              | Malta                                                                 | 0 – 1                                                                 | Italia                                                                | Qual. Euro 2016                                                       | -                                                                     | 73’                                                                   |
| 18-11-2014                                                            | Genova                                                                | Italia                                                                | 1 – 0                                                                 | Albania                                                               | Amichevole                                                            | -                                                                     | Cap. 81’                                                              |
| 28-3-2015                                                             | Sofia                                                                 | Bulgaria                                                              | 2 – 2                                                                 | Italia                                                                | Qual. Euro 2016                                                       | -                                                                     |                                                                       |
| 31-3-2015                                                             | Torino                                                                | Italia                                                                | 1 – 1                                                                 | Inghilterra                                                           | Amichevole                                                            | -                                                                     |                                                                       |
| 12-6-2015                                                             | Spalato                                                               | Croazia                                                               | 1 – 1                                                                 | Italia                                                                | Qual. Euro 2016                                                       | -                                                                     |                                                                       |
| 16-6-2015                                                             | Ginevra                                                               | Italia                                                                | 0 – 1                                                                 | Portogallo                                                            | Amichevole                                                            | -                                                                     |                                                                       |
| 3-9-2015                                                              | Firenze                                                               | Italia                                                                | 1 – 0                                                                 | Malta                                                                 | Qual. Euro 2016                                                       | -                                                                     |                                                                       |
| 6-9-2015                                                              | Palermo                                                               | Italia                                                                | 1 – 0                                                                 | Bulgaria                                                              | Qual. Euro 2016                                                       | -                                                                     |                                                                       |
| 10-10-2015                                                            | Baku                                                                  | Azerbaigian                                                           | 1 – 3                                                                 | Italia                                                                | Qual. Euro 2016                                                       | -                                                                     |                                                                       |
| 13-10-2015                                                            | Roma                                                                  | Italia                                                                | 2 – 1                                                                 | Norvegia                                                              | Qual. Euro 2016                                                       | -                                                                     |                                                                       |
| 13-11-2015                                                            | Bruxelles                                                             | Belgio                                                                | 3 – 1                                                                 | Italia                                                                | Amichevole                                                            | -                                                                     | 90+2’                                                                 |
| 17-11-2015                                                            | Bologna                                                               | Italia                                                                | 2 – 2                                                                 | Romania                                                               | Amichevole                                                            | -                                                                     |                                                                       |
| 24-3-2016                                                             | Udine                                                                 | Italia                                                                | 1 – 1                                                                 | Spagna                                                                | Amichevole                                                            | -                                                                     |                                                                       |
| 29-3-2016                                                             | Monaco di Baviera                                                     | Germania                                                              | 4 – 1                                                                 | Italia                                                                | Amichevole                                                            | -                                                                     | 64’                                                                   |
| 29-5-2016                                                             | Ta' Qali                                                              | Italia                                                                | 1 – 0                                                                 | Scozia                                                                | Amichevole                                                            | -                                                                     |                                                                       |
| 6-6-2016                                                              | Verona                                                                | Italia                                                                | 2 – 0                                                                 | Finlandia                                                             | Amichevole                                                            | -                                                                     |                                                                       |
| 13-6-2016                                                             | Lione                                                                 | Belgio                                                                | 0 – 2                                                                 | Italia                                                                | Euro 2016 - 1º turno                                                  | -                                                                     | 78’                                                                   |
| 18-6-2016                                                             | Tolosa                                                                | Italia                                                                | 1 – 0                                                                 | Svezia                                                                | Euro 2016 - 1º turno                                                  | -                                                                     |                                                                       |
| 22-6-2016                                                             | Lilla                                                                 | Italia                                                                | 0 – 1                                                                 | Irlanda                                                               | Euro 2016 - 1º turno                                                  | -                                                                     | Cap.                                                                  |
| 27-6-2016                                                             | Saint-Denis                                                           | Italia                                                                | 2 – 0                                                                 | Spagna                                                                | Euro 2016 - Ottavi di finale                                          | -                                                                     |                                                                       |
| 2-7-2016                                                              | Bordeaux                                                              | Germania                                                              | 1 – 1 dts (6 – 5 dtr)                                                 | Italia                                                                | Euro 2016 - Quarti di finale                                          | 1                                                                     |                                                                       |
| 5-9-2016                                                              | Haifa                                                                 | Israele                                                               | 1 – 3                                                                 | Italia                                                                | Qual. Mondiali 2018                                                   | -                                                                     |                                                                       |
| 6-10-2016                                                             | Torino                                                                | Italia                                                                | 1 – 1                                                                 | Spagna                                                                | Qual. Mondiali 2018                                                   | -                                                                     | 86’                                                                   |
| 9-10-2016                                                             | Skopje                                                                | Macedonia                                                             | 2 – 3                                                                 | Italia                                                                | Qual. Mondiali 2018                                                   | -                                                                     |                                                                       |
| 12-11-2016                                                            | Vaduz                                                                 | Liechtenstein                                                         | 0 – 4                                                                 | Italia                                                                | Qual. Mondiali 2018                                                   | -                                                                     |                                                                       |
| 15-11-2016                                                            | Milano                                                                | Italia                                                                | 0 – 0                                                                 | Germania                                                              | Amichevole                                                            | -                                                                     |                                                                       |
| 24-3-2017                                                             | Palermo                                                               | Italia                                                                | 2 – 0                                                                 | Albania                                                               | Qual. Mondiali 2018                                                   | -                                                                     |                                                                       |
| 28-3-2017                                                             | Amsterdam                                                             | Paesi Bassi                                                           | 1 – 2                                                                 | Italia                                                                | Amichevole                                                            | 1                                                                     |                                                                       |
| 7-6-2017                                                              | Nizza                                                                 | Italia                                                                | 3 – 0                                                                 | Uruguay                                                               | Amichevole                                                            | -                                                                     |                                                                       |
| 2-9-2017                                                              | Madrid                                                                | Spagna                                                                | 3 – 0                                                                 | Italia                                                                | Qual. Mondiali 2018                                                   | -                                                                     | 12’                                                                   |
| 6-10-2017                                                             | Torino                                                                | Italia                                                                | 1 – 1                                                                 | Macedonia                                                             | Qual. Mondiali 2018                                                   | -                                                                     |                                                                       |
| 9-10-2017                                                             | Scutari                                                               | Albania                                                               | 0 – 1                                                                 | Italia                                                                | Qual. Mondiali 2018                                                   | -                                                                     |                                                                       |
| 10-11-2017                                                            | Solna                                                                 | Svezia                                                                | 1 – 0                                                                 | Italia                                                                | Qual. Mondiali 2018                                                   | -                                                                     |                                                                       |
| 13-11-2017                                                            | Milano                                                                | Italia                                                                | 0 – 0                                                                 | Svezia                                                                | Qual. Mondiali 2018                                                   | -                                                                     |                                                                       |
| 23-3-2018                                                             | Manchester                                                            | Argentina                                                             | 2 – 0                                                                 | Italia                                                                | Amichevole                                                            | -                                                                     |                                                                       |
| 27-3-2018                                                             | Londra                                                                | Inghilterra                                                           | 1 – 1                                                                 | Italia                                                                | Amichevole                                                            | -                                                                     | Cap.                                                                  |
| 28-5-2018                                                             | San Gallo                                                             | Italia                                                                | 2 – 1                                                                 | Arabia Saudita                                                        | Amichevole                                                            | -                                                                     | Cap.                                                                  |
| 1-6-2018                                                              | Nizza                                                                 | Francia                                                               | 3 – 1                                                                 | Italia                                                                | Amichevole                                                            | 1                                                                     | Cap.                                                                  |
| 4-6-2018                                                              | Torino                                                                | Italia                                                                | 1 – 1                                                                 | Paesi Bassi                                                           | Amichevole                                                            | -                                                                     | 70’                                                                   |
| 7-9-2018                                                              | Bologna                                                               | Italia                                                                | 1 – 1                                                                 | Polonia                                                               | UEFA Nations League 2018-2019 - 1º turno                              | -                                                                     |                                                                       |
| 10-10-2018                                                            | Genova                                                                | Italia                                                                | 1 – 1                                                                 | Ucraina                                                               | Amichevole                                                            | -                                                                     |                                                                       |
| 14-10-2018                                                            | Chorzów                                                               | Polonia                                                               | 0 – 1                                                                 | Italia                                                                | UEFA Nations League 2018-2019 - 1º turno                              | -                                                                     |                                                                       |
| 17-11-2018                                                            | Milano                                                                | Italia                                                                | 0 – 0                                                                 | Portogallo                                                            | UEFA Nations League 2018-2019 - 1º turno                              | -                                                                     | 72’                                                                   |
| 20-11-2018                                                            | Genk                                                                  | Italia                                                                | 1 – 0                                                                 | Stati Uniti                                                           | Amichevole                                                            | -                                                                     | Cap.                                                                  |
| 23-3-2019                                                             | Udine                                                                 | Italia                                                                | 2 – 0                                                                 | Finlandia                                                             | Qual. Euro 2020                                                       | -                                                                     |                                                                       |
| 26-3-2019                                                             | Parma                                                                 | Italia                                                                | 6 – 0                                                                 | Liechtenstein                                                         | Qual. Euro 2020                                                       | -                                                                     | Cap. 79’                                                              |
| 8-6-2019                                                              | Atene                                                                 | Grecia                                                                | 0 – 3                                                                 | Italia                                                                | Qual. Euro 2020                                                       | 1                                                                     |                                                                       |
| 11-6-2019                                                             | Torino                                                                | Italia                                                                | 2 – 1                                                                 | Bosnia ed Erzegovina                                                  | Qual. Euro 2020                                                       | -                                                                     |                                                                       |
| 5-9-2019                                                              | Erevan                                                                | Armenia                                                               | 1 – 3                                                                 | Italia                                                                | Qual. Euro 2020                                                       | -                                                                     | Cap.                                                                  |
| 8-9-2019                                                              | Tampere                                                               | Finlandia                                                             | 1 – 2                                                                 | Italia                                                                | Qual. Euro 2020                                                       | -                                                                     | Cap.                                                                  |
| 12-10-2019                                                            | Roma                                                                  | Italia                                                                | 2 – 0                                                                 | Grecia                                                                | Qual. Euro 2020                                                       | -                                                                     | Cap.                                                                  |
| 15-10-2019                                                            | Vaduz                                                                 | Liechtenstein                                                         | 0 – 5                                                                 | Italia                                                                | Qual. Euro 2020                                                       | -                                                                     | 88’                                                                   |
| 15-11-2019                                                            | Zenica                                                                | Bosnia ed Erzegovina                                                  | 0 – 3                                                                 | Italia                                                                | Qual. Euro 2020                                                       | -                                                                     | Cap. 65’                                                              |
| 18-11-2019                                                            | Palermo                                                               | Italia                                                                | 9 – 1                                                                 | Armenia                                                               | Qual. Euro 2020                                                       | -                                                                     | Cap. 68’                                                              |
| 4-9-2020                                                              | Firenze                                                               | Italia                                                                | 1 – 1                                                                 | Bosnia ed Erzegovina                                                  | UEFA Nations League 2020-2021 - 1º turno                              | -                                                                     | Cap. 80’                                                              |
| 7-9-2020                                                              | Amsterdam                                                             | Paesi Bassi                                                           | 0 – 1                                                                 | Italia                                                                | UEFA Nations League 2020-2021 - 1º turno                              | -                                                                     |                                                                       |
| 11-10-2020                                                            | Danzica                                                               | Polonia                                                               | 0 – 0                                                                 | Italia                                                                | UEFA Nations League 2020-2021 - 1º turno                              | -                                                                     | Cap.                                                                  |
| 14-10-2020                                                            | Bergamo                                                               | Italia                                                                | 1 – 1                                                                 | Paesi Bassi                                                           | UEFA Nations League 2020-2021 - 1º turno                              | -                                                                     |                                                                       |
| 25-3-2021                                                             | Parma                                                                 | Italia                                                                | 2 – 0                                                                 | Irlanda del Nord                                                      | Qual. Mondiali 2022                                                   | -                                                                     |                                                                       |
| 28-3-2021                                                             | Sofia                                                                 | Bulgaria                                                              | 0 – 2                                                                 | Italia                                                                | Qual. Mondiali 2022                                                   | -                                                                     | Cap.                                                                  |
| 4-6-2021                                                              | Bologna                                                               | Italia                                                                | 4 – 0                                                                 | Rep. Ceca                                                             | Amichevole                                                            | -                                                                     |                                                                       |
| 11-6-2021                                                             | Roma                                                                  | Turchia                                                               | 0 – 3                                                                 | Italia                                                                | Euro 2020 - 1º turno                                                  | -                                                                     |                                                                       |
| 16-6-2021                                                             | Roma                                                                  | Italia                                                                | 3 – 0                                                                 | Svizzera                                                              | Euro 2020 - 1º turno                                                  | -                                                                     |                                                                       |
| 20-6-2021                                                             | Roma                                                                  | Italia                                                                | 1 – 0                                                                 | Galles                                                                | Euro 2020 - 1º turno                                                  | -                                                                     | Cap. 46’                                                              |
| 26-6-2021                                                             | Londra                                                                | Italia                                                                | 2 – 1 dts                                                             | Austria                                                               | Euro 2020 - Ottavi di finale                                          | -                                                                     | Cap.                                                                  |
| 2-7-2021                                                              | Monaco di Baviera                                                     | Belgio                                                                | 1 – 2                                                                 | Italia                                                                | Euro 2020 - Quarti di finale                                          | -                                                                     |                                                                       |
| 6-7-2021                                                              | Londra                                                                | Italia                                                                | 1 – 1 dts (4 – 2 dtr)                                                 | Spagna                                                                | Euro 2020 - Semifinale                                                | -                                                                     | 118’                                                                  |
| 11-7-2021                                                             | Londra                                                                | Italia                                                                | 1 – 1 dts (3 – 2 dtr)                                                 | Inghilterra                                                           | Euro 2020 - Finale                                                    | 1                                                                     | 55’                                                                   |
| 2-9-2021                                                              | Firenze                                                               | Italia                                                                | 1 – 1                                                                 | Bulgaria                                                              | Qual. Mondiali 2022                                                   | -                                                                     | Cap.                                                                  |
| 5-9-2021                                                              | Basilea                                                               | Svizzera                                                              | 0 – 0                                                                 | Italia                                                                | Qual. Mondiali 2022                                                   | -                                                                     |                                                                       |
| 6-10-2021                                                             | Milano                                                                | Italia                                                                | 1 – 2                                                                 | Spagna                                                                | UEFA Nations League 2020-2021 - Semifinale                            | -                                                                     | Cap. 30’, 42’                                                         |
| 12-11-2021                                                            | Roma                                                                  | Italia                                                                | 1 – 1                                                                 | Svizzera                                                              | Qual. Mondiali 2022                                                   | -                                                                     | Cap.                                                                  |
| 15-11-2021                                                            | Belfast                                                               | Irlanda del Nord                                                      | 0 – 0                                                                 | Italia                                                                | Qual. Mondiali 2022                                                   | -                                                                     | Cap.                                                                  |
| 29-3-2022                                                             | Konya                                                                 | Turchia                                                               | 2 – 3                                                                 | Italia                                                                | Amichevole                                                            | -                                                                     | 89’                                                                   |
| 1-6-2022                                                              | Londra                                                                | Italia                                                                | 0 – 3                                                                 | Argentina                                                             | Coppa dei Campioni CONMEBOL-UEFA 2022                                 | -                                                                     | 39’                                                                   |
| 23-9-2022                                                             | Milano                                                                | Italia                                                                | 1 – 0                                                                 | Inghilterra                                                           | UEFA Nations League 2022-2023 - 1º turno                              | -                                                                     | Cap. 48’                                                              |
| 26-9-2022                                                             | Budapest                                                              | Ungheria                                                              | 0 – 2                                                                 | Italia                                                                | UEFA Nations League 2022-2023 - 1º turno                              | -                                                                     | Cap.                                                                  |
| 16-11-2022                                                            | Tirana                                                                | Albania                                                               | 1 – 3                                                                 | Italia                                                                | Amichevole                                                            | -                                                                     | Cap. 90+1’                                                            |
| 20-11-2022                                                            | Vienna                                                                | Austria                                                               | 2 – 0                                                                 | Italia                                                                | Amichevole                                                            | -                                                                     | Cap.                                                                  |
| 15-6-2023                                                             | Enschede                                                              | Spagna                                                                | 2 – 1                                                                 | Italia                                                                | UEFA Nations League 2022-2023 - Semifinale                            | -                                                                     | Cap. 46’                                                              |
| Totale                                                                |                                                                       | Presenze (4º posto)                                                   | 121                                                                   |                                                                       | Reti                                                                  | 8                                                                     |                                                                       |

## Palmarès

### Club

#### Competizioni giovanili
- Coppa Italia Primavera: 1

Inter: 2005-2006
- Campionato Primavera: 1

Inter: 2006-2007

#### Competizioni nazionali
- Campionato italiano: 9

Inter: 2005-2006
Juventus: 2011-2012, 2012-2013, 2013-2014, 2014-2015, 2015-2016, 2016-2017, 2018-2019, 2019-2020
- Supercoppa italiana: 5

Juventus: 2012, 2013, 2015, 2018, 2020
- Coppa Italia: 4

Juventus: 2014-2015, 2015-2016, 2016-2017, 2020-2021

### Nazionale
- Campionato d'Europa: 1

Europa 2020

### Individuale
- Squadra della stagione della UEFA Europa League: 2

2013-2014, 2017-2018
- Gran Galà del calcio AIC: 5

Squadra dell'anno: 2015, 2016, 2017, 2020
Miglior calciatore assoluto: 2016
- L'Équipe Best XI: 1

2016
- Squadra dell'anno UEFA: 1

2016
- Squadra della stagione della UEFA Champions League: 1

2016-2017
- ESM Team of the Year: 1

2016-2017
- FIFA FIFPro World XI: 2

2017, 2021
- Squadra maschile dell'anno IFFHS: 2

2017, 2021
- Squadra maschile UEFA del decennio 2011-2020 IFFHS: 1

2020
- Squadra maschile UEFA dell'anno IFFHS: 1

2021
- Miglior giocatore della finale del campionato d'Europa: 1

2020
- XI All Star Team del campionato d'Europa: 1

Europa 2020
- Globe Soccer Awards: 1

Miglior difensore dell'anno: 2021

## Opere
- Il mio amico Leo, illustrazioni di Martin Laksman, con Francesco Ceniti, prefazione di Walter Veltroni, Milano, Baldini+Castoldi, 2019, ISBN 978-88-93881-97-5.